# الطواف النسائي للاتحاد الدولي لكرة المضرب – 2011 (أكتوبر–ديسمبر)
الطواف النسائي للاتحاد الدولي لكرة المضرب هي نسخة عام 2011 من الجولة الثانية في لعبة كرة المضرب للمحترفات. تنظمها الاتحاد الدولي لكرة المضرب وهي درجة أقل من جولة رابطة محترفات التنس. يتضمن الطواف العالمي لكرة المضرب النسائية برعاية الاتحاد الدولي لكرة المضرب بطولات بجوائز مالية تتراوح من $15،000 إلى $100،000.

## المواسم
| مواسم الطواف العالمي لكرة المضرب النسائية برعاية الاتحاد الدولي لكرة المضرب | مواسم الطواف العالمي لكرة المضرب النسائية برعاية الاتحاد الدولي لكرة المضرب | مواسم الطواف العالمي لكرة المضرب النسائية برعاية الاتحاد الدولي لكرة المضرب | مواسم الطواف العالمي لكرة المضرب النسائية برعاية الاتحاد الدولي لكرة المضرب | مواسم الطواف العالمي لكرة المضرب النسائية برعاية الاتحاد الدولي لكرة المضرب | مواسم الطواف العالمي لكرة المضرب النسائية برعاية الاتحاد الدولي لكرة المضرب | مواسم الطواف العالمي لكرة المضرب النسائية برعاية الاتحاد الدولي لكرة المضرب | مواسم الطواف العالمي لكرة المضرب النسائية برعاية الاتحاد الدولي لكرة المضرب | مواسم الطواف العالمي لكرة المضرب النسائية برعاية الاتحاد الدولي لكرة المضرب | مواسم الطواف العالمي لكرة المضرب النسائية برعاية الاتحاد الدولي لكرة المضرب |
| تسعينيات القرن العشرين                                                      | تسعينيات القرن العشرين                                                      | تسعينيات القرن العشرين                                                      | تسعينيات القرن العشرين                                                      | تسعينيات القرن العشرين                                                      | تسعينيات القرن العشرين                                                      | تسعينيات القرن العشرين                                                      | تسعينيات القرن العشرين                                                      | تسعينيات القرن العشرين                                                      | تسعينيات القرن العشرين                                                      |
| --------------------------------------------------------------------------- | --------------------------------------------------------------------------- | --------------------------------------------------------------------------- | --------------------------------------------------------------------------- | --------------------------------------------------------------------------- | --------------------------------------------------------------------------- | --------------------------------------------------------------------------- | --------------------------------------------------------------------------- | --------------------------------------------------------------------------- | --------------------------------------------------------------------------- |
| 1994                                                                        | 1995                                                                        | 1995                                                                        | 1996                                                                        | 1997                                                                        | 1998                                                                        | 1999                                                                        |                                                                             |                                                                             |                                                                             |
| العقد الأول من القرن 21                                                     |                                                                             |                                                                             |                                                                             |                                                                             |                                                                             |                                                                             |                                                                             |                                                                             |                                                                             |
| 2000                                                                        | 2001                                                                        | 2002                                                                        | 2003                                                                        | 2004                                                                        | 2005                                                                        | 2006                                                                        | 2007                                                                        | 2008 الربع الأول · الربع الثاني · الربع الثالث                              | 2009                                                                        |
| العقد الثاني من القرن 21                                                    |                                                                             |                                                                             |                                                                             |                                                                             |                                                                             |                                                                             |                                                                             |                                                                             |                                                                             |
| 2010 الربع الأول · الربع الثاني · الربع الثالث · الربع الرابع               | 2011 الربع الأول · الربع الثاني · الربع الثالث · الربع الرابع               | 2012 الربع الأول · الربع الثاني · الربع الثالث · الربع الرابع               | 2013 الربع الأول · الربع الثاني · الربع الثالث · الربع الرابع               | 2014 الربع الأول · الربع الثاني · الربع الثالث · الربع الرابع               | 2015 الربع الأول · الربع الثاني · الربع الثالث · الربع الرابع               | 2016 الربع الأول · الربع الثاني · الربع الثالث · الربع الرابع               | 2017 الربع الأول · الربع الثاني · الربع الثالث · الربع الرابع               | 2018 الربع الأول · الربع الثاني · الربع الثالث · الربع الرابع               | 2019 الربع الأول · الربع الثاني · الربع الثالث · الربع الرابع               |
| العقد الثالث من القرن 21                                                    |                                                                             |                                                                             |                                                                             |                                                                             |                                                                             |                                                                             |                                                                             |                                                                             |                                                                             |
| 2020 الربع الأول · الربع الثاني · الربع الثالث · الربع الرابع               | 2021 الربع الأول · الربع الثاني · الربع الثالث · الربع الرابع               | 2022 الربع الأول · الربع الثاني · الربع الثالث · الربع الرابع               | 2023 الربع الأول · الربع الثاني · الربع الثالث · الربع الرابع               | 2024 الربع الأول · الربع الثاني · الربع الثالث · الربع الرابع               | 2025 الربع الأول · الربع الثاني · الربع الثالث · الربع الرابع               |                                                                             |                                                                             |                                                                             |                                                                             |

## المفتاح
| الفئات      | القيمة المالية |
| بطولات W100 | $100,000       |
| بطولات W75  | $75,000        |
| بطولات W50  | $50,000        |
| بطولات W25  | $25,000        |
| بطولات W10  | $10,000        |

## أكتوبر
| الأسبوع   | البطولة | الفائزات                                                       | الوصيفات                                      | المتأهلات لنصف النهائي                    | المتأهلات لربع النهائي                                                             |
| --------- | --- | -------------------------------------------------------------- | --------------------------------------------- | ----------------------------------------- | ---------------------------------------------------------------------------------- |
| 3 أكتوبر  | 2011 بطولة برو تنس للنساء كانساس سيتي (ميزوري)، الولايات المتحدة ملعب صلب $50،000 فردي - زوجي                    | فارفارا ليبتشينكو 6–4، 6–1                                     | رومينا أوبراندي                               | أجلا توملجانوفيتش جيمي هامبتون            | أولغا بوتشكوفا غابرييلا باز ماديسون برينجل مونيكا بويغ                             |
| 3 أكتوبر  | 2011 بطولة برو تنس للنساء كانساس سيتي (ميزوري)، الولايات المتحدة ملعب صلب $50،000 فردي - زوجي                    | مارينا أبراموفيتش (تنس) إيفا هردينوفا 2–6، 6–2، [10–4]         | جيمي هامبتون أجلا توملجانوفيتش                | أجلا توملجانوفيتش جيمي هامبتون            | أولغا بوتشكوفا غابرييلا باز ماديسون برينجل مونيكا بويغ                             |
| 3 أكتوبر  | 2011 كوفو الدولية المفتوحة كوفو، ياماناشي، اليابان ملعب صلب $50،000 فردي - زوجي                                  | تشانغ كاي تشن 6–4، 1–6، 6–4                                    | ماندي مينلا                                   | تامارين تاناسوجارن إريكا سما              | أكيكو أومائي شيهيرو تاكاياما جونري ناميجاتا يوريكا سما                             |
| 3 أكتوبر  | 2011 كوفو الدولية المفتوحة كوفو، ياماناشي، اليابان ملعب صلب $50،000 فردي - زوجي                                  | تشان تشين وي شو وين هسين 6–3، 6–4                              | ريمي تيزوكا أكيكو يونيمورا                    | تامارين تاناسوجارن إريكا سما              | أكيكو أومائي شيهيرو تاكاياما جونري ناميجاتا يوريكا سما                             |
| 3 أكتوبر  | 2011 كليفس اسبرانس للتنس الدولي اسبرانس، أستراليا ملعب صلب $25،000 فردي – زوجي                                   | كاسي ديلاكوا 6–2، 6–1                                          | أوليفيا روجوفسكا                              | ساشا جونز لينا ليتفاك                     | ليزا ويبورن شو يفيان تيان ران بيمرا أوزجن                                          |
| 3 أكتوبر  | 2011 كليفس اسبرانس للتنس الدولي اسبرانس، أستراليا ملعب صلب $25،000 فردي – زوجي                                   | كاسي ديلاكوا أوليفيا روجوفسكا 6–3، 6–2                         | مونيك أدامكزاك ساندرا زانيوسكا                | ساشا جونز لينا ليتفاك                     | ليزا ويبورن شو يفيان تيان ران بيمرا أوزجن                                          |
| 3 أكتوبر  | 2011 كأس MTS يريفان، أرمينيا ملعب ترابي $25،000 فردي – زوجي                                                      | جوليا كوهين 7–6(8–6)، 6–2                                      | أندريا كوخ بنفنوتو                            | إليزافيتا يانتشوك إيرينا بورياتشوك        | لسيا تسورينكو ألكساندرينا نايدينوفا أناستازيا جريمالسكا آني أميراغيان              |
| 3 أكتوبر  | 2011 كأس MTS يريفان، أرمينيا ملعب ترابي $25،000 فردي – زوجي                                                      | تاتيا ميكادزي صوفيا شاباتافا 6–1، 6–4                          | إليزافيتا يانتشوك أولغا يانتشوك               | إليزافيتا يانتشوك إيرينا بورياتشوك        | لسيا تسورينكو ألكساندرينا نايدينوفا أناستازيا جريمالسكا آني أميراغيان              |
| 3 أكتوبر  | سولن، كرواتيا ملعب ترابي $10،000 جدول المباريات الفردية – جدول المباريات الزوجية                                 | ديجانا بانوفيتش 7–5، 7–5                                       | زوزانا زلوخوفا                                | إيفانا كليبيتش لوكيا بوتكوفسكا            | كارين مورجوسوفا تياشا شريمبف إنجا بريسلان مارتينا بوريكا                           |
| 3 أكتوبر  | سولن، كرواتيا ملعب ترابي $10،000 جدول المباريات الفردية – جدول المباريات الزوجية                                 | مارتينا بوريكا بترا كرجسوفا 3–6، 6–4، [10–3]                   | كارين مورجوسوفا لينكا تفاروشكوفا              | إيفانا كليبيتش لوكيا بوتكوفسكا            | كارين مورجوسوفا تياشا شريمبف إنجا بريسلان مارتينا بوريكا                           |
| 3 أكتوبر  | سيتيمو سان بيترو، إيطاليا ملعب ترابي $10،000 جدول المباريات الفردية – جدول المباريات الزوجية                     | آنه شيفر 3–6، 6–3، 7–6(7–3)                                    | فيديريكا دي ساررا                             | إيريكا زانكيتا سابرينا بومغارتن           | إلينا بيرتوييا بينديتا دافاتتو مارتينا كارغارو أندريا فايديانو                     |
| 3 أكتوبر  | سيتيمو سان بيترو، إيطاليا ملعب ترابي $10،000 جدول المباريات الفردية – جدول المباريات الزوجية                     | كارولين دانيلز لورا شيدر 7–5، 6–4                              | فيديريكا دي سارا أليس سافوريتي                | إيريكا زانكيتا سابرينا بومغارتن           | إلينا بيرتوييا بينديتا دافاتتو مارتينا كارغارو أندريا فايديانو                     |
| 3 أكتوبر  | بيروت، صربيا ملعب ترابي $10،000 جدول المباريات الفردية – جدول المباريات الزوجية                                  | ناتاليا كوستيتش 6–3، 6–3                                       | يوفانا ياكشيتش                                | يلينا لازاريفيتش ساشكا غافريلوفسكا        | ديانا رادانوفيتش كلاوديا بوتسوفا إيما فلود داليا زافيروفا                          |
| 3 أكتوبر  | بيروت، صربيا ملعب ترابي $10،000 جدول المباريات الفردية – جدول المباريات الزوجية                                  | تشيا أرجيلان داليا زافيروفا 6–2، 6–2                           | يلينا لازاريفيتش آنا ميهيلا فلادوتو           | يلينا لازاريفيتش ساشكا غافريلوفسكا        | ديانا رادانوفيتش كلاوديا بوتسوفا إيما فلود داليا زافيروفا                          |
| 3 أكتوبر  | مدريد، إسبانيا ملعب صلب $10،000 جدول المباريات الفردية – جدول المباريات الزوجية                                  | مارينا جيرال لوريس 4–6، 6–4، 6–4                               | نوريا باريزاس دياز                            | فينيسا فورلانيتو شارلين سياتيون           | لوسيا سيرفيرا فاسكيز إيزابيل رابيساردا كالفو ستيفانيا فادابيني كارولينا براتس ميان |
| 3 أكتوبر  | مدريد، إسبانيا ملعب صلب $10،000 جدول المباريات الفردية – جدول المباريات الزوجية                                  | كيم جراجديك جوستينا ججيولكا 6–3، 6–3                           | فينيسا فورلانيتو أرانزا سالو                  | فينيسا فورلانيتو شارلين سياتيون           | لوسيا سيرفيرا فاسكيز إيزابيل رابيساردا كالفو ستيفانيا فادابيني كارولينا براتس ميان |
| 3 أكتوبر  | أنطاليا، تركيا ملعب ترابي $10،000 جدول المباريات الفردية – جدول المباريات الزوجية                                | جوليا ماير 6–1، 6–3                                            | إيفلين ماير                                   | أليس بالدوتشي أنيزي زوكيني                | فرانسيسكا ستيفنسون زوزانا زالابسكا هيلدا ميلاندر أنجيليكا موراتيلي                 |
| 3 أكتوبر  | أنطاليا، تركيا ملعب ترابي $10،000 جدول المباريات الفردية – جدول المباريات الزوجية                                | إيفلين ماير جوليا ماير 7–6(7–5)، 6–0                           | أنوك تيجو برنيس فان دي فيلد                   | أليس بالدوتشي أنيزي زوكيني                | فرانسيسكا ستيفنسون زوزانا زالابسكا هيلدا ميلاندر أنجيليكا موراتيلي                 |
| 3 أكتوبر  | ويليامزبرغ (فرجينيا)، الولايات المتحدة ملعب ترابي $10،000 جدول المباريات الفردية – جدول المباريات الزوجية        | دانيال كولينز 6–1، 6–3                                         | نيكا كوكهارتشوك                               | لينكا برووشوفا فيكتوريا دوفال             | فاسيليسا باردينا إلينور بيترز أناستاسيا خارتشينكو فيرونيكا كورنينج                 |
| 3 أكتوبر  | ويليامزبرغ (فرجينيا)، الولايات المتحدة ملعب ترابي $10،000 جدول المباريات الفردية – جدول المباريات الزوجية        | بريتاني أوغسطين إليزابيث لامبكين 6–3، 6–4                      | سيلفيا كوساكوسكي كريستينا ستانكو              | لينكا برووشوفا فيكتوريا دوفال             | فاسيليسا باردينا إلينور بيترز أناستاسيا خارتشينكو فيرونيكا كورنينج                 |
| 3 أكتوبر  | 2011 بطولات غارودا إندونيسيا فلمبانغ فلمبان، إندونيسيا ملعب صلب $25،000 فردي – زوجي                              | إيرينا بريمون 6–2، 6–3                                         | أيو فاني دامايانتي                            | لوكسيكا كومخوم فاراتشايا وونجتينتشاي      | لافينيا تانانتا شانيل سيموندز تامارين هندلر نودنيدا لوانجنام                       |
| 3 أكتوبر  | 2011 بطولات غارودا إندونيسيا فلمبانغ فلمبان، إندونيسيا ملعب صلب $25،000 فردي – زوجي                              | تامارين هندلر شانيل سيموندز 6–4، 6–2                           | أيو فاني دامايانتي جيسي رومبيس                | لوكسيكا كومخوم فاراتشايا وونجتينتشاي      | لافينيا تانانتا شانيل سيموندز تامارين هندلر نودنيدا لوانجنام                       |
| 3 أكتوبر  | كأس إزيدا 2011 دوبريتش، بلغاريا ملعب ترابي $25،000 فردي – زوجي                                                   | إليتسا كوستوفا 7–6(8–6)، 6–2                                   | إيلينا بوغدان                                 | كاتالينا بيلا ميهايلا بوزارنيسكو          | ديا إفتيموفا جوليا جاتو مونتيكوني إيزابيلا شنيكوفا كريستينا دينو                   |
| 3 أكتوبر  | كأس إزيدا 2011 دوبريتش، بلغاريا ملعب ترابي $25،000 فردي – زوجي                                                   | ديانا ماركو كريستينا ميتو 4–6، 6–3، [10–6]                     | لورا-إيونا أندري كريستينا دينو                | كاتالينا بيلا ميهايلا بوزارنيسكو          | ديا إفتيموفا جوليا جاتو مونتيكوني إيزابيلا شنيكوفا كريستينا دينو                   |
| 3 أكتوبر  | ساو باولو، البرازيل ملعب ترابي $10،000 جدول المباريات الفردية – جدول المباريات الزوجية                           | باولا كريستينا غونسالفيس 6–2، 6–3                              | باربارا لوز                                   | ماريا فرناندا ألفيس ناتاليا روسي          | سيسيليا كوستا ميلغار كارلا لوسيرو ناتالي كوراتا فلافيا غيمارايش بوينو              |
| 3 أكتوبر  | ساو باولو، البرازيل ملعب ترابي $10،000 جدول المباريات الفردية – جدول المباريات الزوجية                           | ماريا فرناندا ألفيس غابرييلا سي 6–2، 6–4                       | فلافيا ديشانت أراوجو باولا كريستينا غونسالفيس | ماريا فرناندا ألفيس ناتاليا روسي          | سيسيليا كوستا ميلغار كارلا لوسيرو ناتالي كوراتا فلافيا غيمارايش بوينو              |
| 10 أكتوبر | 2011 Open GDF SUEZ de Touraine جو في ليه تور، فرنسا ملعب صلب $50،000 Singles – Doubles                           | أليسون ريسك 2–6، 2–6، 5–7                                      | أكجول أمانمورادوف                             | ألكسندرا بانوفا ميكايلا كرايتشيك          | كيكي بيرتينس اليونا بوندارينكو جولي كوين Andrea Hlaváčková                         |
| 10 أكتوبر | 2011 Open GDF SUEZ de Touraine جو في ليه تور، فرنسا ملعب صلب $50،000 Singles – Doubles                           | ليودميلا كيتشينوك ناديا كيتشينوك 2–6، 0–6                      | إيريني جيورجاتو إيرينا بافلوفيتش              | ألكسندرا بانوفا ميكايلا كرايتشيك          | كيكي بيرتينس اليونا بوندارينكو جولي كوين Andrea Hlaváčková                         |
| 10 أكتوبر | 2011 USTA Tennis Classic of Troy تروي (ألاباما)، الولايات المتحدة ملعب صلب $50،000 Singles – Doubles             | رومينا أوبراندي 1–6، 2–6                                       | فارفارا ليبتشينكو                             | أولغا بوتشكوفا سيسيل كاراتانتشيفا         | شيلبي روجرز كيارا شول غريس مين يلينا بوفينا                                        |
| 10 أكتوبر | 2011 USTA Tennis Classic of Troy تروي (ألاباما)، الولايات المتحدة ملعب صلب $50،000 Singles – Doubles             | يلينا بوفينا فاليريا سافينيخ 7–6(8–6)، 6–3                     | فارفارا ليبتشينكو ماشونا واشنتون              | أولغا بوتشكوفا سيسيل كاراتانتشيفا         | شيلبي روجرز كيارا شول غريس مين يلينا بوفينا                                        |
| 10 أكتوبر | 2011 غولد فيلدز سانت آيفز تنس إنترناشونال كالغورلي، أستراليا ملعب صلب $25،000 فردي – زوجي                        | كاسي ديلاكوا 6–2، 6–2                                          | مونيك أدامكزاك                                | بوجانا بوبوسيك شو يفيان                   | ميلاني ساوث ساندرا زانيوسكا ستيفاني بينجسون أوليفيا روجوفسكا                       |
| 10 أكتوبر | 2011 غولد فيلدز سانت آيفز تنس إنترناشونال كالغورلي، أستراليا ملعب صلب $25،000 فردي – زوجي                        | كاسي ديلاكوا أوليفيا روجوفسكا 6–1، 6–1                         | شو يفيان تشانغ كيلين                          | بوجانا بوبوسيك شو يفيان                   | ميلاني ساوث ساندرا زانيوسكا ستيفاني بينجسون أوليفيا روجوفسكا                       |
| 10 أكتوبر | سانت كوجات ديل فاليس، إسبانيا ملعب ترابي $25،000 جدول المباريات الفردية – جدول المباريات الزوجية                 | Réka-Luca Jani 6–4، 6–2                                        | مارجاليتا تشاخناشفيلي                         | بيانكا بوتو يانا كابلوفا                  | أناليزا بونا إستريلا كابيزا كانديلا تيريزا مردجا غاربيني موغوروزا                  |
| 10 أكتوبر | سانت كوجات ديل فاليس، إسبانيا ملعب ترابي $25،000 جدول المباريات الفردية – جدول المباريات الزوجية                 | يانا كابلوفا كاتارزينا بيتر 6–3، 2–6، [10–6]                   | ليتيسيا كوستاس إينيس فيرير سواريز             | بيانكا بوتو يانا كابلوفا                  | أناليزا بونا إستريلا كابيزا كانديلا تيريزا مردجا غاربيني موغوروزا                  |
| 10 أكتوبر | يريفان، أرمينيا ملعب ترابي $10،000 جدول المباريات الفردية – جدول المباريات الزوجية                               | آنا كارولينا شميدلوفا 6–4، 6–3                                 | تاتيا ميكادزي                                 | أناستاسيا فاسيليفا أولغا يانشوك           | أناستازيا جريمالسكا فاسيليسزا بولجاكوفا آني أميراغيان إليزافيتا يانشوك             |
| 10 أكتوبر | يريفان، أرمينيا ملعب ترابي $10،000 جدول المباريات الفردية – جدول المباريات الزوجية                               | أناستازيا جريمالسكا أناستاسيا فاسيليفا 6–3، 6–3                | آني أميراغيان تاتيا ميكادزي                   | أناستاسيا فاسيليفا أولغا يانشوك           | أناستازيا جريمالسكا فاسيليسزا بولجاكوفا آني أميراغيان إليزافيتا يانشوك             |
| 10 أكتوبر | بول، كرواتيا ملعب ترابي $10،000 جدول المباريات الفردية – جدول المباريات الزوجية                                  | كارلا بوبوفيتش 6–2، 6–7(0–7)، 7–5                              | إيفا ميكوفيتش                                 | ديانا ريكوفيتش ماتيا شوريك                | إندير أكيكي إيما ميكولتشيتش مورغان بونس كارين مورغوشوفا                            |
| 10 أكتوبر | بول، كرواتيا ملعب ترابي $10،000 جدول المباريات الفردية – جدول المباريات الزوجية                                  | كارين مورغوشوفا لينكا تفاروشكوفا 6–2، 6–0                      | مورغان بونس أليس تيسيت                        | ديانا ريكوفيتش ماتيا شوريك                | إندير أكيكي إيما ميكولتشيتش مورغان بونس كارين مورغوشوفا                            |
| 10 أكتوبر | كالياري، إيطاليا ملعب ترابي $10،000 جدول المباريات الفردية – جدول المباريات الزوجية                              | أليكساندرا ساسنوفيتش 6–4، 6–3                                  | آنه شيفر                                      | كلوديا جيوفين مارتينا كارغارو             | كارولين دانيلز سارا سافاريس إيريكا زانشيتا أندريا فايدينو                          |
| 10 أكتوبر | كالياري، إيطاليا ملعب ترابي $10،000 جدول المباريات الفردية – جدول المباريات الزوجية                              | جوليا غابا أليس سافوريتي 6–4، 6–4                              | فاليريا بودا جيد شولينك                       | كلوديا جيوفين مارتينا كارغارو             | كارولين دانيلز سارا سافاريس إيريكا زانشيتا أندريا فايدينو                          |
| 10 أكتوبر | أنطاليا، تركيا ملعب ترابي $10،000 جدول المباريات الفردية – جدول المباريات الزوجية                                | أغنيزي زوكيني 6–0، انسحاب.                                     | آنا بوغدان                                    | أليس بالدوتشي إيفلين ماير                 | لورا-إيونا أندريي سيلا بورزاني ياسمين شتاينهير جوليا ماير                          |
| 10 أكتوبر | أنطاليا، تركيا ملعب ترابي $10،000 جدول المباريات الفردية – جدول المباريات الزوجية                                | تم إلغاء جميع مباريات الزوجي بسبب سوء الأحوال الجوية.          |                                               | أليس بالدوتشي إيفلين ماير                 | لورا-إيونا أندريي سيلا بورزاني ياسمين شتاينهير جوليا ماير                          |
| 10 أكتوبر | ساو باولو، البرازيل ملعب ترابي $10،000 جدول المباريات الفردية – جدول المباريات الزوجية                           | كارولينا زيبالوس 6–4، 6–4                                      | ماريا فرناندا ألفيس                           | سيسيليا كوستا ميلغار كارلا لوسيرو         | فيكتوريا بوثيو دايانا نيجريانو فلافيا غويماريس بوينو باربارا لوز                   |
| 10 أكتوبر | ساو باولو، البرازيل ملعب ترابي $10،000 جدول المباريات الفردية – جدول المباريات الزوجية                           | ماريا فرناندا ألفيس كارينا فينديتتي 6–2، 6–4                   | غابرييلا سي سيسيليا كوستا ميلغار              | سيسيليا كوستا ميلغار كارلا لوسيرو         | فيكتوريا بوثيو دايانا نيجريانو فلافيا غويماريس بوينو باربارا لوز                   |
| 10 أكتوبر | آستانا، كازاخستان ملعب صلب $10،000 جدول المباريات الفردية – جدول المباريات الزوجية                               | بولينا فينوغرادوفا 6–3، 6–2                                    | ألكسندرا أرتامونوفا                           | برمت دوفانايفا ألكسندرا رومانوفا          | يلينا نيمشن ألينا كاربوفا أنستازيا كليويفا آنا دانيلينا                            |
| 10 أكتوبر | آستانا، كازاخستان ملعب صلب $10،000 جدول المباريات الفردية – جدول المباريات الزوجية                               | نيكولا فرانكوفا بولينا روديونوفا 6–2، 5–7، [10–5]              | ديانا إسايفا إليزافيتا نيمشينوف               | برمت دوفانايفا ألكسندرا رومانوفا          | يلينا نيمشن ألينا كاربوفا أنستازيا كليويفا آنا دانيلينا                            |
| 17 أكتوبر | 2011 أوبن GDF SUEZ Région Limousin ليموج، فرنسا ملعب صلب $50٬000 Singles – Doubles                               | سورانا كريستيا 6–2، 6–2                                        | صوفيا أرفيدسون                                | أليسون ريسك أكجول أمانمورادوف             | إيرينا بريمون إيرينا رامياليسون ميكايلا كرايتشيك لورا بوس تيو                      |
| 17 أكتوبر | 2011 أوبن GDF SUEZ Région Limousin ليموج، فرنسا ملعب صلب $50٬000 Singles – Doubles                               | صوفيا أرفيدسون جيل كريبس 6–4، 4–6، [10–7]                      | كارولين غارسيا أوريلي فيدي                    | أليسون ريسك أكجول أمانمورادوف             | إيرينا بريمون إيرينا رامياليسون ميكايلا كرايتشيك لورا بوس تيو                      |
| 17 أكتوبر | 2011 روك هيل روكس أوبن روك هيل، الولايات المتحدة ملعب صلب $25٬000 Singles – Doubles                              | رومينا أوبراندي 7–5، 6–1                                       | غريس مين                                      | دانيال كولينز كاميلا جيورجي               | أجلا توملجانوفيتش كريستا هارديبك سيسيل كاراتانتشيفا لورين ديفيس                    |
| 17 أكتوبر | 2011 روك هيل روكس أوبن روك هيل، الولايات المتحدة ملعب صلب $25٬000 Singles – Doubles                              | مارينا أبراموفيتش (تنس) روكسان فيسمبيرج 3–6، 6–3، [10–5]       | ماديسون برينجل غابرييلا باز                   | دانيال كولينز كاميلا جيورجي               | أجلا توملجانوفيتش كريستا هارديبك سيسيل كاراتانتشيفا لورين ديفيس                    |
| 17 أكتوبر | 2011 Samsung Securities Cup سول، كوريا الجنوبية ملعب صلب $25،000 فردي – زوجي                                     | هيش سو وي 6–1، 6–0                                             | يوريكا سما                                    | إيكو ناكامورا يو مي                       | كم سو جونغ كم جي-يونغ هو يوي وي هان سونغ هي                                        |
| 17 أكتوبر | 2011 Samsung Securities Cup سول، كوريا الجنوبية ملعب صلب $25،000 فردي – زوجي                                     | كانغ سو كيونغ كم نا ري 5–7، 6–1، [10–7]                        | كم جي-يونغ يو مي                              | إيكو ناكامورا يو مي                       | كم سو جونغ كم جي-يونغ هو يوي وي هان سونغ هي                                        |
| 17 أكتوبر | 2011 Gosen Cup ماكينوهارا، شيزوكا، اليابان سجاد $25،000 فردي – زوجي                                              | كارولينا بلسكوفا 6–7(5–7)، 6–2، 6–0                            | إريكا سما                                     | جونري ناميجاتا أكي ياماسوتو               | تشينامي أوجي شاكو أوياما وانغ كيانغ ميسا إجوشي                                     |
| 17 أكتوبر | 2011 Gosen Cup ماكينوهارا، شيزوكا، اليابان سجاد $25،000 فردي – زوجي                                              | شاكو أوياما كوتومي تاكاهاتا 6–2، 7–5                           | جونري ناميجاتا أكيكو يونيمورا                 | جونري ناميجاتا أكي ياماسوتو               | تشينامي أوجي شاكو أوياما وانغ كيانغ ميسا إجوشي                                     |
| 17 أكتوبر | 2011 كأس الحاكم (1) لاغوس، نيجيريا ملعب صلب $25،000 فردي – زوجي                                                  | يلينا سفيتولينا 6–4، 6–3                                       | دونا فيكك                                     | نينا براتشيكوفا آنا فلوريس                | دانكا كوفينتش ناتاشا فوروكلاس كوني بيرين ساتشيا فيكري                              |
| 17 أكتوبر | 2011 كأس الحاكم (1) لاغوس، نيجيريا ملعب صلب $25،000 فردي – زوجي                                                  | نينا براتشيكوفا ميلاني كلافنير 7–5، 5–7، [10–6]                | تادجا ماجريتش ألكساندرينا نايدينوفا           | نينا براتشيكوفا آنا فلوريس                | دانكا كوفينتش ناتاشا فوروكلاس كوني بيرين ساتشيا فيكري                              |
| 17 أكتوبر | 2011 AEGON GB Pro-Series Glasgow غلاسكو، المملكة المتحدة ملعب صلب $25،000 فردي – زوجي                            | كلير فويرشتاين 6–3، 6–1                                        | إيفون مواسبرغر                                | تارا مور كريستينا ملادينوفيتش             | كريستينا كوكوفا مارتا دوماتشوسكا ستيفاني فوجت رالوكا أولارو                        |
| 17 أكتوبر | 2011 AEGON GB Pro-Series Glasgow غلاسكو، المملكة المتحدة ملعب صلب $25،000 فردي – زوجي                            | إيما لين كريستينا ملادينوفيتش 6–2، 6–4                         | إيفون موسبورغر ستيفاني فوجت                   | تارا مور كريستينا ملادينوفيتش             | كريستينا كوكوفا مارتا دوماتشوسكا ستيفاني فوجت رالوكا أولارو                        |
| 17 أكتوبر | 2011 الدولية للنسائية في الأندلس إشبيلية، إسبانيا ملعب ترابي $25،000 فردي – زوجي                                 | ريكا-لوكا ياني 2–6، 6–3، 6–3                                   | إستريلا كابيزا كانديلا                        | إيفا فرنانديز بروجوز لارا أروابارينا      | إينيس فيرير سواريز مارجاليتا تشاخناشفيلي غاربيني موغوروزا إيلينا بوغدان            |
| 17 أكتوبر | 2011 الدولية للنسائية في الأندلس إشبيلية، إسبانيا ملعب ترابي $25،000 فردي – زوجي                                 | لارا أروابارينا إستريلا كابيزا كانديلا 6–4، 6–4                | ليتيسيا كوستاس إينيس فيرير سواريز             | إيفا فرنانديز بروجوز لارا أروابارينا      | إينيس فيرير سواريز مارجاليتا تشاخناشفيلي غاربيني موغوروزا إيلينا بوغدان            |
| 17 أكتوبر | دوبروفنيك، كرواتيا ملعب ترابي $10،000 جدول المباريات الفردية – جدول المباريات الزوجية                            | ناتاليا كوستيچ 7–6(7–2)، انسحاب                                | استيل غيسارد                                  | ناتاليا ريژونكوفا إيفا ميكوفيتش           | كارين مورغوشوفا تينا لوكاس إنديري أكيكي مارتينا كوبيكيتسوفا                        |
| 17 أكتوبر | دوبروفنيك، كرواتيا ملعب ترابي $10،000 جدول المباريات الفردية – جدول المباريات الزوجية                            | غراسيا رادوفانوفيتش ديجانا رايكوفيتش 6–1، 7–6(7–5)             | فيفيان يوهاتسوفا مارتينا كوبيكيتسوفا          | ناتاليا ريژونكوفا إيفا ميكوفيتش           | كارين مورغوشوفا تينا لوكاس إنديري أكيكي مارتينا كوبيكيتسوفا                        |
| 17 أكتوبر | أنطاليا، تركيا ملعب ترابي $10،000 جدول المباريات الفردية – جدول المباريات الزوجية                                | ديانا بوزيان 6–4، 6–2                                          | آنا لينا فريدسام                              | صوفيا كفاتسابايا لاورا-يوانا أندري        | ياسمين ستاينهير إيكاترين جورجودزي كريستينا شاكوفيتس كسينيا كيريلوفا                |
| 17 أكتوبر | أنطاليا، تركيا ملعب ترابي $10،000 جدول المباريات الفردية – جدول المباريات الزوجية                                | صوفيا كفاتسابايا مارينا زانيفسكا 6–4، 6–1                      | ديانا بوزيان دانييل هارمسن                    | صوفيا كفاتسابايا لاورا-يوانا أندري        | ياسمين ستاينهير إيكاترين جورجودزي كريستينا شاكوفيتس كسينيا كيريلوفا                |
| 17 أكتوبر | عنابة، الجزائر ملعب ترابي $10،000 جدول المباريات الفردية – جدول المباريات الزوجية                                | أليانا فيسل 6–3، 6–1                                           | كونستانزا ميكي                                | أماندين كازو ياسمين بودجادي               | ليندا ماير مارتا مورغا ألونسو سونيا داجو كيرستين بيكل                              |
| 17 أكتوبر | عنابة، الجزائر ملعب ترابي $10،000 جدول المباريات الفردية – جدول المباريات الزوجية                                | أماندين كازو ألينا ويسل 6–4، 6–3                               | ستيفاني هيرش ليندا ماير                       | أماندين كازو ياسمين بودجادي               | ليندا ماير مارتا مورغا ألونسو سونيا داجو كيرستين بيكل                              |
| 17 أكتوبر | مونتيغو باي، جامايكا ملعب صلب $10،000 جدول المباريات الفردية – جدول المباريات الزوجية                            | زوزانا زلوخوفا 6–4، 6–3                                        | أناميكا بارغافا                               | تيريزا هلاديكوفا كاترينا كرامبيروفا       | بريتاني أوغسطين يلينا دوريشيتش فدريكا غراتسيوسو جينين برينتنر                      |
| 17 أكتوبر | مونتيغو باي، جامايكا ملعب صلب $10،000 جدول المباريات الفردية – جدول المباريات الزوجية                            | نيكولا هيبنيروفا زوزانا زلوخوفا 6–4، 6–4                       | نيكولا جورج كاترينا كرامبيروفا                | تيريزا هلاديكوفا كاترينا كرامبيروفا       | بريتاني أوغسطين يلينا دوريشيتش فدريكا غراتسيوسو جينين برينتنر                      |
| 17 أكتوبر | ألماتي، كازاخستان ملعب صلب $10،000 جدول المباريات الفردية – جدول المباريات الزوجية                               | ألكسندرا أرتامونوفا 6–4، 2–6، 6–3                              | برميت دوفانيفا                                | آنا دانيلينا زالينا خيرودينوفا            | فلادا إكشيباروفا آنا سمولينا بولينا روديونوفا يكاترينا ياشينا                      |
| 17 أكتوبر | ألماتي، كازاخستان ملعب صلب $10،000 جدول المباريات الفردية – جدول المباريات الزوجية                               | آنا دانيلينا كاميلَا كريمباييفا 6–3، 6–1                        | نيكولا فرانكوفا زالينا خيرودينوفا             | آنا دانيلينا زالينا خيرودينوفا            | فلادا إكشيباروفا آنا سمولينا بولينا روديونوفا يكاترينا ياشينا                      |
| 17 أكتوبر | غويانيا، البرازيل ملعب ترابي $10،000 جدول المباريات الفردية – جدول المباريات الزوجية                             | ماريا فرناندا ألفيس 6–2، 6–4                                   | كارلا لوسيرو                                  | باولا كريستينا غونسالفيس كارولينا زيبالوس | غوادالوبي بيريز روجاس فلافيا ديشاندت أراوجو غابرييلا سي كارينا فينديتّي             |
| 17 أكتوبر | غويانيا، البرازيل ملعب ترابي $10،000 جدول المباريات الفردية – جدول المباريات الزوجية                             | جازمين بريتوس كارلا لوسيرو 0–6، 6–4، [10–6]                    | ماريا فرناندا ألفيس غابرييلا سي               | باولا كريستينا غونسالفيس كارولينا زيبالوس | غوادالوبي بيريز روجاس فلافيا ديشاندت أراوجو غابرييلا سي كارينا فينديتّي             |
| 24 أكتوبر | 2011 Internationaux Féminins de la Vienne بواتييه، فرنسا ملعب صلب $100،000 فردي – زوجي                           | كيميكو داتي-كروم 7–6(7–3)، 6–4                                 | إيلينا بالتاتشا                               | إيرينا بافلوفيتش ريجينا كولكوفا           | مادالينا غوجنيا ماجدا لينيت ألكسندرا بانوفا آنا تاتيشفيلي                          |
| 24 أكتوبر | 2011 Internationaux Féminins de la Vienne بواتييه، فرنسا ملعب صلب $100،000 فردي – زوجي                           | أليز كورنيه فيرجيني رازانو 6–3، 6–2                            | ماريا كوندراتيفا صوفي لوفيفر                  | إيرينا بافلوفيتش ريجينا كولكوفا           | مادالينا غوجنيا ماجدا لينيت ألكسندرا بانوفا آنا تاتيشفيلي                          |
| 24 أكتوبر | 2011 AEGON GB Pro-Series Barnstaple بارنستابل، المملكة المتحدة ملعب صلب $75،000 فردي – زوجي                      | آن كيوثافونج 6–1، 6–3                                          | مارتا دوماتشوسكا                              | منى بارثل إيكاترينا بيشكوفا               | ميكايلا كرايتشيك ستيفاني فوجيلي ماريا جواو كوهلر لورا روبسون                       |
| 24 أكتوبر | 2011 AEGON GB Pro-Series Barnstaple بارنستابل، المملكة المتحدة ملعب صلب $75،000 فردي – زوجي                      | إيفا بيرنروفا آن كيوثافونج 7–5، 6–1                            | ساندرا كليمينشيتس تاتيانا مالك                | منى بارثل إيكاترينا بيشكوفا               | ميكايلا كرايتشيك ستيفاني فوجيلي ماريا جواو كوهلر لورا روبسون                       |
| 24 أكتوبر | 2011 ناشونال بنك تشالنجر ساغينيه ساغينيه، كندا ملعب صلب $50٬000 فردي – زوجي                                      | تيميا بابوش 7–6(9–7)، 6–3                                      | جوليا بوسوروب                                 | ميرجانا لوتشيتش ألكسندرا ستيفنسون         | أمرا ساديكوفيتش إيرينا بورياتشوك إيرين روتليف شارون فيشمان                         |
| 24 أكتوبر | 2011 ناشونال بنك تشالنجر ساغينيه ساغينيه، كندا ملعب صلب $50٬000 فردي – زوجي                                      | تيميا بابوش جيسيكا بيجلا 6–4، 6–3                              | غابرييلا دابروفسكي ماري إيف بللوتيه           | ميرجانا لوتشيتش ألكسندرا ستيفنسون         | أمرا ساديكوفيتش إيرينا بورياتشوك إيرين روتليف شارون فيشمان                         |
| 24 أكتوبر | بايامون ملعب صلب $25٬000 جدول المباريات الفردية – جدول المباريات الزوجية                                         | ميشيل لارشر دي بريتو 6–3، 6–2                                  | مونيكا بويغ                                   | كاتالينا كاستانيو أولغا بوتشكوفا          | أجلا توملجانوفيتش ماديسون برينجل فلورنسيا مولينيرو غابرييلا باز                    |
| 24 أكتوبر | بايامون ملعب صلب $25٬000 جدول المباريات الفردية – جدول المباريات الزوجية                                         | شانيل سيموندز أجلا توملجانوفيتش 6–3، 6–1                       | فيكتوريا دوفال ألكسندرا كييك                  | كاتالينا كاستانيو أولغا بوتشكوفا          | أجلا توملجانوفيتش ماديسون برينجل فلورنسيا مولينيرو غابرييلا باز                    |
| 24 أكتوبر | 2011 كأس المحافظ (2) لاغوس، نيجيريا ملعب صلب $25،000 فردي – زوجي                                                 | تامارين هندلر 6–4، 7–5                                         | دونا فيكك                                     | دليلة جاكوبوفيتش يلينا سفيتولينا          | ميلاني كلافنير كوني بيرين تادجا ماجريتش كسينيا ليكينا                              |
| 24 أكتوبر | 2011 كأس المحافظ (2) لاغوس، نيجيريا ملعب صلب $25،000 فردي – زوجي                                                 | ميلاني كلافنير أغنيس ساتماري 6–0، 6–7(1–7)، [10–5]             | دانكا كوفينتش يلينا سفيتولينا                 | دليلة جاكوبوفيتش يلينا سفيتولينا          | ميلاني كلافنير كوني بيرين تادجا ماجريتش كسينيا ليكينا                              |
| 24 أكتوبر | 2011 كأس توكيو هارفست Hamanako، اليابان سجاد $25،000 فردي – زوجي                                                 | كارولينا بلسكوفا 6–2، 7–6(7–4)                                 | جونري ناميجاتا                                | ماي مينوكوشي كاناي هيسامي                 | أكيكو أوميه إريكا تاكاو شيهو أكيتا كريستينا بليسكوفا                               |
| 24 أكتوبر | 2011 كأس توكيو هارفست Hamanako، اليابان سجاد $25،000 فردي – زوجي                                                 | ناتسومي هامامورا أيومي أوكا 6–3، 6–3                           | هوينه فونغ داي ترانغ فاراتشايا وونجتينتشاي    | ماي مينوكوشي كاناي هيسامي                 | أكيكو أوميه إريكا تاكاو شيهو أكيتا كريستينا بليسكوفا                               |
| 24 أكتوبر | 2011 بطولة فريدي كريفين للسيدات نتانيا، إسرائيل ملعب صلب 25،000 دولار الفردي – الزوجي                            | ديناه بفيزينماير 7–6(7–5)، 4–6، 6–1                            | تشالا بويوكاكاتشاي                            | جوستينا ججيولكا جوليا غلوشكو              | بيمرا أوزجن دنيز خزانيك كيرين شلومو نيكولا فرانكوفا                                |
| 24 أكتوبر | 2011 بطولة فريدي كريفين للسيدات نتانيا، إسرائيل ملعب صلب 25،000 دولار الفردي – الزوجي                            | تشالا بويوكاكاتشاي بيمرا أوزجن 7–5، 6–3                        | نيكول كليريكو جوليا غلوشكو                    | جوستينا ججيولكا جوليا غلوشكو              | بيمرا أوزجن دنيز خزانيك كيرين شلومو نيكولا فرانكوفا                                |
| 24 أكتوبر | دوبروفنيك، كرواتيا ملعب ترابي 10،000 دولار جدول المباريات الفردية – جدول المباريات الزوجية                       | مارينا كاريغارو 6–3، 6–3                                       | فيكتوريا كان                                  | دجانا رايكوفيتش كارلا بوبيتش              | ماريا موخ تياشا شريمبف باربورا كرجتشيكوفا مارجريدا مورا                            |
| 24 أكتوبر | دوبروفنيك، كرواتيا ملعب ترابي 10،000 دولار جدول المباريات الفردية – جدول المباريات الزوجية                       | فيكتوريا كان باربورا كرجتشيكوفا 7–6(7–3)< 6–0                  | مارتينا كوبيتشكوفا داليا زافيروفا             | دجانا رايكوفيتش كارلا بوبيتش              | ماريا موخ تياشا شريمبف باربورا كرجتشيكوفا مارجريدا مورا                            |
| 24 أكتوبر | ستوكهولم، السويد ملعب صلب $10،000 جدول المباريات الفردية – جدول المباريات الزوجية                                | أنيت كونتافيت 6–4، 6–2                                         | سينا كايسر                                    | كلوتيلدي دي برناردي أليس موروني           | ماريون غود ليزان فان ريت إليانور دين كويرين ليموين                                 |
| 24 أكتوبر | ستوكهولم، السويد ملعب صلب $10،000 جدول المباريات الفردية – جدول المباريات الزوجية                                | كويرين ليموين ليزان فان ريت 7–5، 6–1                           | إليانور دين أنطونيا لوتنير                    | كلوتيلدي دي برناردي أليس موروني           | ماريون غود ليزان فان ريت إليانور دين كويرين ليموين                                 |
| 24 أكتوبر | أنطاليا، تركيا ملعب ترابي $10،000 جدول المباريات الفردية – جدول المباريات الزوجية                                | ديانا بوزيان 6–1، 6–7(5–7)، 6–4                                | مارينا زانيفسكا                               | إيفون نويورث لورا-إيوانا أندري            | فيكتوريا توموفا لينا-ماري هوفمان إيكاترين جورجودزي أليس بالدوتشي                   |
| 24 أكتوبر | أنطاليا، تركيا ملعب ترابي $10،000 جدول المباريات الفردية – جدول المباريات الزوجية                                | ديانا بوزيان دانييل هارمسن 6–0، 6–3                            | لورا-إيوانا أندري كاميليا هريستيا             | إيفون نويورث لورا-إيوانا أندري            | فيكتوريا توموفا لينا-ماري هوفمان إيكاترين جورجودزي أليس بالدوتشي                   |
| 24 أكتوبر | مونتيغو باي، جامايكا ملعب صلب $10،000 جدول المباريات الفردية – جدول المباريات الزوجية                            | كاترينا كرامبيروفا 7–6(7–5)، 2–6، 6–1                          | زوزانا زلوخوفا                                | تيريزا هلاديكوفا إليزابيث فيريس           | إدواردا بياي سيمونا دوبرا نويل هيكي أناميكا بارجافا                                |
| 24 أكتوبر | مونتيغو باي، جامايكا ملعب صلب $10،000 جدول المباريات الفردية – جدول المباريات الزوجية                            | جنيفر برادي نيكولا هوبنيروفا 6–3، 6–1                          | زيمينا هيرموسو إيفيت لوبيز                    | تيريزا هلاديكوفا إليزابيث فيريس           | إدواردا بياي سيمونا دوبرا نويل هيكي أناميكا بارجافا                                |
| 24 أكتوبر | 2011 نييرستار بورت بيري الدولية للتنس ميناء بورت بيري، أستراليا ملعب صلب $25،000 فردي – زوجي                     | أوليفيا روجوفسكا 6–3، 6–2                                      | بوجانا بوبوسيك                                | إريكا سما إيزابيلا هولاند                 | مونيك أدامكزاك إميلي ويبلي سميث دانييلا دومينيكوفيتش تانغ هاو تشين                 |
| 24 أكتوبر | 2011 نييرستار بورت بيري الدولية للتنس ميناء بورت بيري، أستراليا ملعب صلب $25،000 فردي – زوجي                     | إيزابيلا هولاند سالي بيرز w/o                                  | بوجانا بوبوسيك مونيك أدامكزاك                 | إريكا سما إيزابيلا هولاند                 | مونيك أدامكزاك إميلي ويبلي سميث دانييلا دومينيكوفيتش تانغ هاو تشين                 |
| 24 أكتوبر | بوغوتا، كولومبيا ملعب ترابي $10،000 جدول المباريات الفردية – جدول المباريات الزوجية                              | باتريسيا كو فلوريس 6–7(6–8)، 7–5، 6–3                          | سيسيليا كوستا ميلغار                          | كارين كاستيبلانكو إنغريد فارغاس كالفو     | ليبي موما لينكا بروزوفا غابرييلا كوغلير كاثرين ميراندا تشانغ                       |
| 24 أكتوبر | بوغوتا، كولومبيا ملعب ترابي $10،000 جدول المباريات الفردية – جدول المباريات الزوجية                              | باتريسيا كو فلوريس كاثرين ميراندا تشانغ 6–4، 7–5               | سيسيليا كوستا ميلغار بلين لودوينا             | كارين كاستيبلانكو إنغريد فارغاس كالفو     | ليبي موما لينكا بروزوفا غابرييلا كوغلير كاثرين ميراندا تشانغ                       |
| 24 أكتوبر | غويانيا، البرازيل ملعب ترابي $10،000 جدول المباريات الفردية – جدول المباريات الزوجية                             | بياتريس حداد مايا 6–2، 6–0                                     | باربارا لوز                                   | باولا كريستينا غونسالفيس كارلا لوسيرو     | كارولينا زيبالوس غابرييلا سي جوليانا باسيلار كارينا فينديت                         |
| 24 أكتوبر | غويانيا، البرازيل ملعب ترابي $10،000 جدول المباريات الفردية – جدول المباريات الزوجية                             | باولا كريستينا غونسالفيس بياتريس حداد مايا 6–4، 5–7، [12–10]   | فلافيا ديشاندت أراوخو كارينا فينديتتي         | باولا كريستينا غونسالفيس كارلا لوسيرو     | كارولينا زيبالوس غابرييلا سي جوليانا باسيلار كارينا فينديت                         |
| 31 أكتوبر | 2011 OEC Taipei Ladies Open تايبيه، تايوان ملعب صلب $100،000+H فردي – زوجي                                       | أيومي موريتا 6–2، 6–2                                          | كيميكو داتي كروم                              | تشانغ كاي تشن أولجا جوفورتسوفا            | ياروسلافا شفيدوفا ميساكي دوي جيل كريبس كارولينا بلسكوفا                            |
| 31 أكتوبر | 2011 OEC Taipei Ladies Open تايبيه، تايوان ملعب صلب $100،000+H فردي – زوجي                                       | تشان يونج-جان تشينج جي 7–6(7–5)، 5–7، [10–5]                   | كارولينا بلسكوفا كريستينا بليسكوفا            | تشانغ كاي تشن أولجا جوفورتسوفا            | ياروسلافا شفيدوفا ميساكي دوي جيل كريبس كارولينا بلسكوفا                            |
| 31 أكتوبر | 2011 Open GDF SUEZ Nantes Atlantique نانت، فرنسا ملعب صلب $50،000+H فردي – زوجي                                  | أليسون ريسك 6–1، 6–4                                           | إيرينا بريمون                                 | أليز كورنيه كلير فويرشتاين                | أرانتشا بارا سانتونجا فاليريا سافينيخ ستيفاني فورتز جاكون هيذر واتسون              |
| 31 أكتوبر | 2011 Open GDF SUEZ Nantes Atlantique نانت، فرنسا ملعب صلب $50،000+H فردي – زوجي                                  | ستيفاني فورتز جاكون كريستينا ملادينوفيتش 6–0، 6–4              | جولي كوين إيفا هردينوفا                       | أليز كورنيه كلير فويرشتاين                | أرانتشا بارا سانتونجا فاليريا سافينيخ ستيفاني فورتز جاكون هيذر واتسون              |
| 31 أكتوبر | 2011 بطولة إي تي إف بوشل المفتوحة إسمانينغ، ألمانيا سجادة $50،000+H الفردي – الزوجي                              | آن كيوثافونج 6–3، 1–6، 6–2                                     | إيفون ميوسبرغر                                | كيكي بيرتينس ديناه بفيزينماير             | نايومي برودي تاتيانا مالك آنيكا بيك إيفا بيرنروفا                                  |
| 31 أكتوبر | 2011 بطولة إي تي إف بوشل المفتوحة إسمانينغ، ألمانيا سجادة $50،000+H الفردي – الزوجي                              | كيكي بيرتينس آن كيوثافونج 6–3، 6–3                             | كريستينا بارويس إيفون ميوسبرغر                | كيكي بيرتينس ديناه بفيزينماير             | نايومي برودي تاتيانا مالك آنيكا بيك إيفا بيرنروفا                                  |
| 31 أكتوبر | غرابفين، الولايات المتحدة الأمريكية ملعب صلب $50،000 جدول المباريات الفردية – جدول المباريات الزوجية             | كرامي نارا 1–6، 6–0، 6–3                                       | سيسيل كاراتانتشيفا                            | أجلا توملجانوفيتش ماديسون برينجل          | رومينا أوبراندي تشانغ شواي غيل برودسكي كيارا شول                                   |
| 31 أكتوبر | غرابفين، الولايات المتحدة الأمريكية ملعب صلب $50،000 جدول المباريات الفردية – جدول المباريات الزوجية             | جيمي هامبتون تشانغ شواي 6–4، 6–0                               | ليندساي لي ووترز ميغان مولتون ليفي            | أجلا توملجانوفيتش ماديسون برينجل          | رومينا أوبراندي تشانغ شواي غيل برودسكي كيارا شول                                   |
| 31 أكتوبر | إسطنبول، تركيا ملعب صلب $25،000 جدول المباريات الفردية – جدول المباريات الزوجية                                  | لسيا تسورينكو 6–1، 7–5                                         | إيرينا خروماتشيفا                             | مارتا سيروتكينا ماريا جواو كوهلر          | دوروتيجا إريتش إيزابيلا شنيكوفا صوفيا شاباتافا آنا فرلجيتش                         |
| 31 أكتوبر | إسطنبول، تركيا ملعب صلب $25،000 جدول المباريات الفردية – جدول المباريات الزوجية                                  | ليودميلا كيتشينوك ناديا كيتشينوك 4–6، 6–1، [10–7]              | ميرفانا يوجيتش سالكيتش آنا فرلجيتش            | مارتا سيروتكينا ماريا جواو كوهلر          | دوروتيجا إريتش إيزابيلا شنيكوفا صوفيا شاباتافا آنا فرلجيتش                         |
| 31 أكتوبر | مينسك، بيلاروس سجاد $10،000 جدول المباريات الفردية – جدول المباريات الزوجية                                      | أولغا يانتشوك 6–3، 4–6، 6–4                                    | جوليا فاليتوفا                                | داريا ليبيشيفا تاتيانا كوتيلنيكوفا        | ليدزيا ماروزافا سفياتلانا بيرازينكا أولغا دوروشينا بولينا مونوفا                   |
| 31 أكتوبر | مينسك، بيلاروس سجاد $10،000 جدول المباريات الفردية – جدول المباريات الزوجية                                      | بولينا مونوفا آنا سمولينا 6–3، 6–4                             | أولغا يانشوك ليدزيا ماروزافا                  | داريا ليبيشيفا تاتيانا كوتيلنيكوفا        | ليدزيا ماروزافا سفياتلانا بيرازينكا أولغا دوروشينا بولينا مونوفا                   |
| 31 أكتوبر | سندرلاند، المملكة المتحدة ملعب صلب $10،000 جدول المباريات الفردية – جدول المباريات الزوجية                       | أليسون فان يوتفانخ 6–4، 6–1                                    | تارا مور                                      | ميرتل جورج مارتينا بوريكا                 | أليشيا بارنيت آنا فيتزباتريك كليليا ميلينا لو برولو                                |
| 31 أكتوبر | سندرلاند، المملكة المتحدة ملعب صلب $10،000 جدول المباريات الفردية – جدول المباريات الزوجية                       | إيفا واكانو كيتلين ووريسكي 6–2، 4–6، [10–8]                    | مارتينا بوريكا بترا كرجسوفا                   | ميرتل جورج مارتينا بوريكا                 | أليشيا بارنيت آنا فيتزباتريك كليليا ميلينا لو برولو                                |
| 31 أكتوبر | ستوكهولم، السويد ملعب صلب $10،000 جدول المباريات الفردية – جدول المباريات الزوجية                                | أنطونيا لوتنير 4–6، 6–4، 7–5                                   | كويرين ليموين                                 | أليس موروني يوليا كيميلمان                | إليانور دين إيمي بوتل فاليريا أوسادشينكو سيلفيا زاغورسكا                           |
| 31 أكتوبر | ستوكهولم، السويد ملعب صلب $10،000 جدول المباريات الفردية – جدول المباريات الزوجية                                | غيسلاين فان بال ليسان فان ريت 6–2، 6–7(5–7)، [10–7]            | كارين باربات يوليا كيميلمان                   | أليس موروني يوليا كيميلمان                | إليانور دين إيمي بوتل فاليريا أوسادشينكو سيلفيا زاغورسكا                           |
| 31 أكتوبر | أنطاليا، تركيا ملعب ترابي 10،000 دولار جدول المباريات الفردية – جدول المباريات الزوجية                           | يوفانا ياكشيتش 6–4، 6–2                                        | غانا بوزنيخيرينكو                             | لورا-إيوانا أندري فرانتسيكا إيتسل         | برنيس فان دي فيلدي ناديا كولب ناتيلا دزالاميدزه إيكاترين جورجودزي                  |
| 31 أكتوبر | أنطاليا، تركيا ملعب ترابي 10،000 دولار جدول المباريات الفردية – جدول المباريات الزوجية                           | فاسزيليزا بولغاكوفا مارتينا كوبيتشيكوفا 7–6(7–3)، 2–6، [12–10] | لورا-إيوانا أندري رالوكا إلينا بلاتون         | لورا-إيوانا أندري فرانتسيكا إيتسل         | برنيس فان دي فيلدي ناديا كولب ناتيلا دزالاميدزه إيكاترين جورجودزي                  |
| 31 أكتوبر | كوتشينغ، ماليزيا ملعب صلب 10،000 دولار جدول المباريات الفردية – جدول المباريات الزوجية                           | لوكسيكا كومخوم 7–6(7–3)، 6–3                                   | نونجنادا واناسوك                              | كاي شيوي لو جياجينغ                       | ناباتساكورن سانكايو غريس ساري يسيدورا زهو آي ون لو جيا شيانغ                       |
| 31 أكتوبر | كوتشينغ، ماليزيا ملعب صلب 10،000 دولار جدول المباريات الفردية – جدول المباريات الزوجية                           | لوكسيكا كومخوم نونجنادا واناسوك 6–4، 6–3                       | لو جيا شيانغ لو جياجينغ                       | كاي شيوي لو جياجينغ                       | ناباتساكورن سانكايو غريس ساري يسيدورا زهو آي ون لو جيا شيانغ                       |
| 31 أكتوبر | أسونسيون، باراغواي ملعب ترابي $10،000 جدول المباريات الفردية – جدول المباريات الزوجية                            | رومانا تاباك 5–7، 7–6(9–7)، 7–5                                | ماريا إيروغيين                                | ميلين أرويو فيكتوريا بوثيو                | جوردانا لوجان فرانشيسكا ريسكالدانى أورنيلا كارون مونتسيرات غونزاليس                |
| 31 أكتوبر | أسونسيون، باراغواي ملعب ترابي $10،000 جدول المباريات الفردية – جدول المباريات الزوجية                            | ميلين أرويو ماريا إيروغيين 6–3، 4–6، [10–5]                    | تاتيانا بوا لوسيانا سارمينتي                  | ميلين أرويو فيكتوريا بوثيو                | جوردانا لوجان فرانشيسكا ريسكالدانى أورنيلا كارون مونتسيرات غونزاليس                |
| 31 أكتوبر | مونتيغو باي، جامايكا ملعب صلب $10،000 جدول المباريات الفردية – جدول المباريات الزوجية                            | تيريزا هلاديكوفا 6–3، 7–5                                      | كيلسي لورينتي                                 | نوال هيكي زيمينا هيرموسو                  | آنا صوفيا سانشيز مايكيلا بويف إليزابيث فيريس زوزانا زلوخوفا                        |
| 31 أكتوبر | مونتيغو باي، جامايكا ملعب صلب $10،000 جدول المباريات الفردية – جدول المباريات الزوجية                            | شالينا شول زوزانا زلوخوفا 6–2، 6–2                             | فديريكا غراسيزو كاتيرينا كرامبروفا            | نوال هيكي زيمينا هيرموسو                  | آنا صوفيا سانشيز مايكيلا بويف إليزابيث فيريس زوزانا زلوخوفا                        |
| 31 أكتوبر | 2011 بطولة مدينة ماونت جامبير بلو ليك للسيدات ماونت جامبير، جنوب أستراليا، أستراليا ملعب صلب $25،000 فردي – زوجي | بوجانا بوبوسيك 6–3، 6–2                                        | هان سونغ هي                                   | سالي بيرز إيزابيلا هولاند                 | إريكا سما أرينا روديونوفا ساشا جونز ميلاني ساوث                                    |
| 31 أكتوبر | 2011 بطولة مدينة ماونت جامبير بلو ليك للسيدات ماونت جامبير، جنوب أستراليا، أستراليا ملعب صلب $25،000 فردي – زوجي | ستيفاني بينجسون تايرا كالدروود w/o                             | إيزابيلا هولاند سالي بيرز                     | سالي بيرز إيزابيلا هولاند                 | إريكا سما أرينا روديونوفا ساشا جونز ميلاني ساوث                                    |
| 31 أكتوبر | بوغوتا، كولومبيا ملعب ترابي $10،000 جدول المباريات الفردية – جدول المباريات الزوجية                              | يوليانا ليزارازو 4–6، 7–5، 6–4                                 | كارين كاستيبلانكو                             | لينكا برووسوفا ماريا بولينا بيريز         | كاثرين ميراندا تشانغ باتريسيا كو فلوريس سيسيليا كوستا ميلغار مارتينا فرانوفا       |
| 31 أكتوبر | بوغوتا، كولومبيا ملعب ترابي $10،000 جدول المباريات الفردية – جدول المباريات الزوجية                              | مارتينا فرانوفا ليبي موما 7–5، 6–1                             | لينكا برووسوفا كيرا وجيك                      | لينكا برووسوفا ماريا بولينا بيريز         | كاثرين ميراندا تشانغ باتريسيا كو فلوريس سيسيليا كوستا ميلغار مارتينا فرانوفا       |
| 31 أكتوبر | 2011 تشالنجر النساء في تيفلين تورونتو، كندا ملعب صلب $50،000 فردي – زوجي                                         | أمرا ساديكوفيتش 6–4، 6–2                                       | غابرييلا دابروفسكي                            | بترا رامبري تيميا بابوش                   | أندريا كليباك ألكسندرا مولر أوجيني بوشار ماندي مينلا                               |
| 31 أكتوبر | 2011 تشالنجر النساء في تيفلين تورونتو، كندا ملعب صلب $50،000 فردي – زوجي                                         | غابرييلا دابروفسكي ماري إيف بللوتيه 7–5، 6–7(5–7)، [10–4]      | تيميا بابوش جيسيكا بيجلا                      | بترا رامبري تيميا بابوش                   | أندريا كليباك ألكسندرا مولر أوجيني بوشار ماندي مينلا                               |

## نوفمبر
| الأسبوع   | البطولة | الفائزات                                                 | الوصيفات                                     | المتأهلات لنصف النهائي                   | المتأهلات لربع النهائي                                                      |
| --------- | --- | -------------------------------------------------------- | -------------------------------------------- | ---------------------------------------- | --------------------------------------------------------------------------- |
| 7 نوفمبر  | 2011 جولد ووتر كلاسيك لكرة المضرب للسيدات فينيكس (أريزونا)، الولايات المتحدة ملعب صلب 75٬000 دولار فردي – زوجي | سيسيل كاراتانتشيفا 6–1، 7–5                              | ميشيل لارشر دي بريتو                         | ماندي مينلا ماديسون كيز                  | أولغا بوتشكوفا بترا رامبري غريس مين مونيكا بويغ                             |
| 7 نوفمبر  | 2011 جولد ووتر كلاسيك لكرة المضرب للسيدات فينيكس (أريزونا)، الولايات المتحدة ملعب صلب 75٬000 دولار فردي – زوجي | جيمي هامبتون أجلا توملجانوفيتش 3–6، 6–3، [10–6]          | ماريا سانشيز ياسمين شناك                     | ماندي مينلا ماديسون كيز                  | أولغا بوتشكوفا بترا رامبري غريس مين مونيكا بويغ                             |
| 7 نوفمبر  | 2011 هارت أوبن أوبولي، بولندا سجادة 25٬000 دولار فردي – زوجي                                                   | آنا فرلجيتش 6–3، 2–6، 7–6(7–4)                           | بولا كانيا                                   | ماجدا لينيت ساندرا زاهلافوفا             | بولينا بيخوفا كريستينا كوكوفا تتيانا أريفيفا نايومي برودي                   |
| 7 نوفمبر  | 2011 هارت أوبن أوبولي، بولندا سجادة 25٬000 دولار فردي – زوجي                                                   | نايومي برودي كريستينا ملادينوفيتش 7–6(7–5)، 6–4          | بولا كانيا ماجدا لينيت                       | ماجدا لينيت ساندرا زاهلافوفا             | بولينا بيخوفا كريستينا كوكوفا تتيانا أريفيفا نايومي برودي                   |
| 7 نوفمبر  | 2011 إيغون برو سيريز لوفبرا لوفبرا، المملكة المتحدة ملعب صلب $10،000 فردي – زوجي                               | تارا مور 7–6(7–5)، 5–7، 6–4                              | ميرتل جورج                                   | إيمي بوتل مارتينا بوريتسكا               | لو بريلوا لوسي براون أناف بين إليكسان ليشيميا                               |
| 7 نوفمبر  | 2011 إيغون برو سيريز لوفبرا لوفبرا، المملكة المتحدة ملعب صلب $10،000 فردي – زوجي                               | تارا مور فرانسيسكا ستيفنسون 3–6، 6–2، [10–3]             | مالو إجديسجارد أماندا إليوت                  | إيمي بوتل مارتينا بوريتسكا               | لو بريلوا لوسي براون أناف بين إليكسان ليشيميا                               |
| 7 نوفمبر  | أنطاليا، تركيا ملعب ترابي $10،000 جدول المباريات الفردية – جدول المباريات الزوجية                              | ناتاليا كوستيتش 6–4، 2–6، 6–2                            | لورا-إيونا أندريي                            | نيكولا جوير إيفلين ماير                  | Vasilisza Bulgakova Franziska Etzel رالوكا إلينا بلاتون جانا بوزنيخيرينكو   |
| 7 نوفمبر  | أنطاليا، تركيا ملعب ترابي $10،000 جدول المباريات الفردية – جدول المباريات الزوجية                              | لاورا إيونا أندريه رالوكا إلينا بلاتون 6–4، 6–1          | Vasilisza Bulgakova يلينا كوليكوفا           | نيكولا جوير إيفلين ماير                  | Vasilisza Bulgakova Franziska Etzel رالوكا إلينا بلاتون جانا بوزنيخيرينكو   |
| 7 نوفمبر  | مانيلا، الفلبين ملعب صلب $10،000 جدول المباريات الفردية – جدول المباريات الزوجية                               | بينجتارن بليبويتش 6–3، 6–3                               | لو جيا شيانج                                 | لوكسيكا كومخوم كاثرينا ليهنرت            | ريشيكا سانكارا كيم هاي سونج سيلفيا كريواتز لو جياجينغ                       |
| 7 نوفمبر  | مانيلا، الفلبين ملعب صلب $10،000 جدول المباريات الفردية – جدول المباريات الزوجية                               | لوكسيكا كومخوم بينجتارن بليبويتش 6–3، 6–0                | تشاو ييجنج تشينغ جونيي                       | لوكسيكا كومخوم كاثرينا ليهنرت            | ريشيكا سانكارا كيم هاي سونج سيلفيا كريواتز لو جياجينغ                       |
| 7 نوفمبر  | مونتيغو باي، جامايكا ملعب صلب $10،000 جدول المباريات الفردية – جدول المباريات الزوجية                          | شالينا شول 6–2، 6–2                                      | كاتيرينا كرامبيروفا                          | إليزابيث فيريس إيزابيلا رابيساردا كالفو  | زيمينا هيرموسو يولاندي ليكوك آنا صوفيا سانشيز ميكايلا بويف                  |
| 7 نوفمبر  | مونتيغو باي، جامايكا ملعب صلب $10،000 جدول المباريات الفردية – جدول المباريات الزوجية                          | كيلسي لورينتي شانيل فان نغوين 6–2، 6–4                   | إليزابيث فيريس تشالينا شول                   | إليزابيث فيريس إيزابيلا رابيساردا كالفو  | زيمينا هيرموسو يولاندي ليكوك آنا صوفيا سانشيز ميكايلا بويف                  |
| 7 نوفمبر  | ميديلين، كولومبيا ملعب ترابي $10،000 جدول المباريات الفردية – جدول المباريات الزوجية                           | لينكا بروسوفا 6–3، 6–2                                   | ناديا إتشيفيريا علم                          | كاثرين ميراندا تشانغ إنغريد فارغاس كالفو | بيلين لودوينيا ديبورا سواريز نيكول مارتينيز مارتينا فرانتوفا                |
| 7 نوفمبر  | ميديلين، كولومبيا ملعب ترابي $10،000 جدول المباريات الفردية – جدول المباريات الزوجية                           | باتريسيا كو فلوريس كاثرين ميراندا تشانغ 6–4، 7–6(7–4)    | مارتينا فرانتوفا ليبي موما                   | كاثرين ميراندا تشانغ إنغريد فارغاس كالفو | بيلين لودوينيا ديبورا سواريز نيكول مارتينيز مارتينا فرانتوفا                |
| 7 نوفمبر  | أسونسيون، باراغواي ملعب ترابي $10،000 جدول المباريات الفردية – جدول المباريات الزوجية                          | رومانا تاباك 6–7(4–7)، 6–4، 6–4                          | تينا شيتشتل                                  | بياتريس حداد مايا ميلين أرويو            | ألريكك إيكري سيلا أرجيلان فينيسا فورلانيتو كارولينا نواك                    |
| 7 نوفمبر  | أسونسيون، باراغواي ملعب ترابي $10،000 جدول المباريات الفردية – جدول المباريات الزوجية                          | ميلين أرويو ماريا إيروغيين 6–1، 2–6، [10–5]              | ألريكك إيكري أندريا غاميز                    | بياتريس حداد مايا ميلين أرويو            | ألريكك إيكري سيلا أرجيلان فينيسا فورلانيتو كارولينا نواك                    |
| 7 نوفمبر  | سلفادور (باهيا)، البرازيل ملعب صلب $10،000 جدول المباريات الفردية – جدول المباريات الزوجية                     | دومينيكا غونزاليس 3–6، 6–3، 6–2                          | غابرييلا سي                                  | جوليانا باسيلار كارلا فورت               | كارينا فينديتّي إدواردا بياي سابرينا دوس ريس باربارا لوز                     |
| 7 نوفمبر  | سلفادور (باهيا)، البرازيل ملعب صلب $10،000 جدول المباريات الفردية – جدول المباريات الزوجية                     | مارسيلا بوينو فلافيا غيماريش بوينو 7–6(7–2)، 3–1، انسحاب | باربارا لوز كارينا فينديتّي                   | جوليانا باسيلار كارلا فورت               | كارينا فينديتّي إدواردا بياي سابرينا دوس ريس باربارا لوز                     |
| 7 نوفمبر  | المنستير ملعب صلب $10،000 جدول المباريات الفردية – جدول المباريات الزوجية                                      | فيكتوريا توموفا 3–1، انسحاب                              | كلوديا بوتسوفا                               | إستل جيسارد نيكول ميليشار                | ألينا فيسل جوليا بازيني ساشكا غافريلوسكا مارغريتا لازاريفا                  |
| 7 نوفمبر  | المنستير ملعب صلب $10،000 جدول المباريات الفردية – جدول المباريات الزوجية                                      | أنيتا حوسريتش فيكتوريا توموفا 6–3، 5–7، [10–5]           | أناستاسيا خارشينكو نيكول ميليشار             | إستل جيسارد نيكول ميليشار                | ألينا فيسل جوليا بازيني ساشكا غافريلوسكا مارغريتا لازاريفا                  |
| 7 نوفمبر  | 2011 الدوري النسائي مدينة بينايكارلو بينايكارلو، إسبانيا ملعب ترابي 25،000 دولار فردي – زوجي                   | غاربيني موغوروزا 7–6(7–3)، 6–7(4–7)، 6–3                 | إليتسا كوستوفا                               | لارا أروابارينا فيسينو آنا فلوريس        | ليتيسيا كوستاس إينيس فيرير سواريز أناليزا بونا بيانكا بوتو                  |
| 7 نوفمبر  | 2011 الدوري النسائي مدينة بينايكارلو بينايكارلو، إسبانيا ملعب ترابي 25،000 دولار فردي – زوجي                   | إينيس فيرير سواريز ريتشل هوجينكامب 7–6(8–6)، 6–4         | إيكاترينا إيفانوفا ألكساندرينا نايدينوفا     | لارا أروابارينا فيسينو آنا فلوريس        | ليتيسيا كوستاس إينيس فيرير سواريز أناليزا بونا بيانكا بوتو                  |
| 14 نوفمبر | 2011 سلوفاك اوبن براتيسلافا، سلوفاكيا ملعب صلب $25،000 فردي – زوجي                                             | لسيا تسورينكو 7–5، 6–3                                   | كارولينا بلسكوفا                             | لينكا جريكوفا تيميا بابوش                | جوليا غلوشكو ريتشل هوجينكامب داريا جافريلوفا ليودميلا كيتشينوك              |
| 14 نوفمبر | 2011 سلوفاك اوبن براتيسلافا، سلوفاكيا ملعب صلب $25،000 فردي – زوجي                                             | نايومي برودي كريستينا ملادينوفيتش 5–7، 6–4، [10–2]       | كارولينا بلسكوفا كريستينا بليسكوفا           | لينكا جريكوفا تيميا بابوش                | جوليا غلوشكو ريتشل هوجينكامب داريا جافريلوفا ليودميلا كيتشينوك              |
| 14 نوفمبر | 2011 لاتراب سيتي تنس انترناشونال ترارالغون، أستراليا ملعب صلب $25،000 فردي – زوجي                              | كاسي ديلاكوا 7–5، 7–6(8–6)                               | ساشا جونز                                    | إيزابيلا هولاند أوليفيا روجوفسكا         | مونيك أدامكزاك آنا فيتزباتريك فيكتوريا راجيسيك سامانثا موراي                |
| 14 نوفمبر | 2011 لاتراب سيتي تنس انترناشونال ترارالغون، أستراليا ملعب صلب $25،000 فردي – زوجي                              | ستيفاني بينجسون تايرا كالدروود 6–7(2–7)، 6–1، [10–8]     | مونيك أدامكزاك بوجانا بوبوسيك                | إيزابيلا هولاند أوليفيا روجوفسكا         | مونيك أدامكزاك آنا فيتزباتريك فيكتوريا راجيسيك سامانثا موراي                |
| 14 نوفمبر | 2011 كوبا إيتاú أسونسيون، باراغواي ملعب ترابي $25،000 فردي – زوجي                                              | رومانا تاباك 6–1، 6–0                                    | فلورنسيا مولينيرو                            | تيريزا مردجا فيرونيكا سبيد رويج          | جوليا كوهين تيليانا بيريرا فينيسا فورلانيتو ماريا إيروغيين                  |
| 14 نوفمبر | 2011 كوبا إيتاú أسونسيون، باراغواي ملعب ترابي $25،000 فردي – زوجي                                              | جوليا كوهين تيريزا مردجا 6–3، 2–6، [10–5]                | ميلين أرويو ماريا إيروغيين                   | تيريزا مردجا فيرونيكا سبيد رويج          | جوليا كوهين تيليانا بيريرا فينيسا فورلانيتو ماريا إيروغيين                  |
| 14 نوفمبر | إيكيردرافيل، فرنسا ملعب صلب $10،000 جدول المباريات الفردية – جدول المباريات الزوجية                            | مارينا زانيفسكا 6–4، 6–2                                 | آنا لينا فريدسام                             | صوفيا شاباتافا أليسون فان يوتفانخ        | جوسيبا أدام إلين بويكنز باتريشيا ساندوسكا نيكوليت فان يوتيرت                |
| 14 نوفمبر | إيكيردرافيل، فرنسا ملعب صلب $10،000 جدول المباريات الفردية – جدول المباريات الزوجية                            | إلينا بويكنز إيفا واكانو 6–4، 6–4                        | إليكسان لوكيميا سيلفيا نجيريتش               | صوفيا شاباتافا أليسون فان يوتفانخ        | جوسيبا أدام إلين بويكنز باتريشيا ساندوسكا نيكوليت فان يوتيرت                |
| 14 نوفمبر | كونثبثيون (تشيلي) ملعب ترابي $10،000 جدول المباريات الفردية – جدول المباريات الزوجية                           | فرناندا بريتو 6–3، 6–4                                   | كارلا لوسيرو                                 | ماكارينا أوليفاريس لوبيز كاميلا سيلفا    | ماريجوسي كاردونا ناديه بودوروسكا جابرييلا كوجليتوري كارلا بروزيسي أفيللا    |
| 14 نوفمبر | كونثبثيون (تشيلي) ملعب ترابي $10،000 جدول المباريات الفردية – جدول المباريات الزوجية                           | ألينا ميخييفا كانديلاريا سيدانو أكوستا 3–6، 6–4، [10–3]  | كارلا لوسيرو غوادالوبي بيريز روجاس           | ماكارينا أوليفاريس لوبيز كاميلا سيلفا    | ماريجوسي كاردونا ناديه بودوروسكا جابرييلا كوجليتوري كارلا بروزيسي أفيللا    |
| 14 نوفمبر | مانيلا، الفلبين ملعب صلب $10،000 جدول المباريات الفردية – جدول المباريات الزوجية                               | لوكسيكا كومخوم 4–6، 6–4، 6–2                             | تشاو ييجنج                                   | يورينا كوشينو قو لو                      | تشان وينغ-ياو جوان تينغ-فاي وين شين يانغ زي                                 |
| 14 نوفمبر | مانيلا، الفلبين ملعب صلب $10،000 جدول المباريات الفردية – جدول المباريات الزوجية                               | ناباتساكورن سانكايو فرنيا وونجتينتشاي 6–1، 3–6، [10–6]   | لوكسيكا كومخوم بينجتارن بليبويتش             | يورينا كوشينو قو لو                      | تشان وينغ-ياو جوان تينغ-فاي وين شين يانغ زي                                 |
| 14 نوفمبر | المنستير، تونس ملعب صلب $10،000 جدول المباريات الفردية – جدول المباريات الزوجية                                | إستيل جيسارد 6–3، 6–2                                    | أناستاسيا خارتشينكو                          | ساشكا جافريلوسكا مارينا كارغارو          | إيكاترينا ياشينا فاطمة النبهاني نور عباس جيسيكا جينييه                      |
| 14 نوفمبر | المنستير، تونس ملعب صلب $10،000 جدول المباريات الفردية – جدول المباريات الزوجية                                | مارغاريتا لازاريفا إيكاترينا ياشينا 6–3، 6–2             | ساشكا جافريلوسكا أندجيلا نوفشيتش             | ساشكا جافريلوسكا مارينا كارغارو          | إيكاترينا ياشينا فاطمة النبهاني نور عباس جيسيكا جينييه                      |
| 14 نوفمبر | بني العروس، إسبانيا ملعب ترابي $10،000 جدول المباريات الفردية – جدول المباريات الزوجية                         | أناستازيا جريمالسكا انسحاب                               | بيانكا بوتو                                  | ماريا تيريزا تورو فلور نانولي بيبيا      | فاليريا باتيوك أريبيلا فيرنانديز رابنر كارولينا بيلوت إيفون كافالي رييميرز  |
| 14 نوفمبر | بني العروس، إسبانيا ملعب ترابي $10،000 جدول المباريات الفردية – جدول المباريات الزوجية                         | أناستازيا جريمالسكا إيفجينيا باشكوفا 6–3، 6–1            | أماندا كاريراس كارولينا براتس ميان           | ماريا تيريزا تورو فلور نانولي بيبيا      | فاليريا باتيوك أريبيلا فيرنانديز رابنر كارولينا بيلوت إيفون كافالي رييميرز  |
| 21 نوفمبر | تحدي العالم دنلوب 2011 تويوتا (آيتشي)، اليابان سجادة 75،000 دولار + H الفردي – الزوجي                          | تامارين تاناسوجارن 6–2، 7–5                              | كيميكو داتي-كروم                             | ميكايلا كرايتشيك تشان يونغ-جان           | نودنيدا لوانجنام تادجا ماجريتش زوزانا لوكناروفا ميساكي دوي                  |
| 21 نوفمبر | تحدي العالم دنلوب 2011 تويوتا (آيتشي)، اليابان سجادة 75،000 دولار + H الفردي – الزوجي                          | ماكوتو نينوميا ريكو ساوياناجي بدون منافس                 | كارولين غارسيا ميكايلا كرايتشيك              | ميكايلا كرايتشيك تشان يونغ-جان           | نودنيدا لوانجنام تادجا ماجريتش زوزانا لوكناروفا ميساكي دوي                  |
| 21 نوفمبر | بطولة ويليام لاود بنديجو الدولية 2011 بنديجو، أستراليا ملعب صلب 25،000 دولار الفردي – الزوجي                   | كاسي ديلاكوا 6–2، 6–2                                    | إيزابيلا هولاند                              | ميسا إجوشي أوليفيا روجوفسكا              | تشاو دي ساشا جونز سامانثا موراي تشياكي أوكادأوي                             |
| 21 نوفمبر | بطولة ويليام لاود بنديجو الدولية 2011 بنديجو، أستراليا ملعب صلب 25،000 دولار الفردي – الزوجي                   | ستيفاني بينجسون تايرا كالدروود 2–6، 6–1، [10–5]          | سامانثا موراي ستورم ساندرز                   | ميسا إجوشي أوليفيا روجوفسكا              | تشاو دي ساشا جونز سامانثا موراي تشياكي أوكادأوي                             |
| 21 نوفمبر | رانكاغوا، تشيلي ملعب ترابي $10،000 جدول المباريات الفردية – جدول المباريات الزوجية                             | تينا شيتشتل 6–3، 3–6، 6–0                                | ناتاشا فوروكلاس                              | كاميلا سيلفا سيسيليا كوستا ميلغار        | دانييلا سيغيل كارولينا نواك أوفري لانكري كارلا فورت                         |
| 21 نوفمبر | رانكاغوا، تشيلي ملعب ترابي $10،000 جدول المباريات الفردية – جدول المباريات الزوجية                             | بيلين لودوينيا دانييلا سيغيل 6–4، 4–6، [10–5]            | كارلا فورت فلافيا جيمارايش بوينو             | كاميلا سيلفا سيسيليا كوستا ميلغار        | دانييلا سيغيل كارولينا نواك أوفري لانكري كارلا فورت                         |
| 21 نوفمبر | لا فال د'أويتشو، إسبانيا ملعب ترابي $10،000 جدول المباريات الفردية – جدول المباريات الزوجية                    | داريا سالنيكوفا 5–7، 6–2، 6–1                            | بيلار دومينجيز لوبيز                         | إيفون كافاليه ريميرز نانولي بيبيا        | روثيو دي لا تور سانشيز مريم سيفيرا ليما فيكتوريا غولوبيتش باتريسيا ساندوسكا |
| 21 نوفمبر | لا فال د'أويتشو، إسبانيا ملعب ترابي $10،000 جدول المباريات الفردية – جدول المباريات الزوجية                    | فيكتوريا غولوبيتش ماغدالينا كيششينسكا 7–5، 3–6، [10–8]   | إيفون كافاليه ريميرز أرابيلا فرنانديز رابنير | إيفون كافاليه ريميرز نانولي بيبيا        | روثيو دي لا تور سانشيز مريم سيفيرا ليما فيكتوريا غولوبيتش باتريسيا ساندوسكا |
| 21 نوفمبر | أنطاليا، تركيا ملعب ترابي $10،000 جدول المباريات الفردية – جدول المباريات الزوجية                              | دانييل هارمسين 6–1، 6–2                                  | جوليا باراسيك                                | هوليا إسين ديانا بوزيان                  | ناديا كولب مارتينا جليداتشيفا إيكاترين جورجودزي نيكوليت فان أويرت           |
| 21 نوفمبر | أنطاليا، تركيا ملعب ترابي $10،000 جدول المباريات الفردية – جدول المباريات الزوجية                              | ديانا بوزيان دانييل هارمسين 6–1، 6–3                     | دليلا ياكوبوفيتش سارة ريبيكا سيكوليش         | هوليا إسين ديانا بوزيان                  | ناديا كولب مارتينا جليداتشيفا إيكاترين جورجودزي نيكوليت فان أويرت           |
| 21 نوفمبر | 2011 OrtoLääkärit Open هلسنكي، فنلندا ملعب صلب $25،000 فردي – زوجي                                             | تيميا بابوش 6–3، 6–1                                     | يانا كابلوفا                                 | كايا كانيبي آنيكا بيك                    | داريا جافريلوفا ألكسندرا أرتامونوفا آنا فرلجيتش أمرا ساديكوفيتش             |
| 21 نوفمبر | 2011 OrtoLääkärit Open هلسنكي، فنلندا ملعب صلب $25،000 فردي – زوجي                                             | جانيت هوساروفا إيما لين 5–7، 7–5، [11–9]                 | تيميا بابوش إيرينا بورياتشوك                 | كايا كانيبي آنيكا بيك                    | داريا جافريلوفا ألكسندرا أرتامونوفا آنا فرلجيتش أمرا ساديكوفيتش             |
| 21 نوفمبر | المرسى (تونس)، تونس ملعب ترابي $10،000 جدول المباريات الفردية – جدول المباريات الزوجية                         | أناستازيا جريمالسكا 7–5، 2–6، 6–3                        | مارتينا كارغارو                              | أناستاسيا كارتشينكو إستل جيسار           | أليس تيسيت سونيا داغو ديانا إيسايفا أنيزي زوكيني                            |
| 21 نوفمبر | المرسى (تونس)، تونس ملعب ترابي $10،000 جدول المباريات الفردية – جدول المباريات الزوجية                         | دزيريه باستيانون ستيفي ديستيلمانز 7–5، 6–2               | ديانا إيسايفا مارغريتا لازاريفا              | أناستاسيا كارتشينكو إستل جيسار           | أليس تيسيت سونيا داغو ديانا إيسايفا أنيزي زوكيني                            |
| 28 نوفمبر | 2011 كأس الحيوية فندرينه، جمهورية التشيك ملعب صلب $25،000 فردي – زوجي                                          | أمرا ساديكوفيتش 5–7، 6–1، 7–6(7–5)                       | كارولينا بلسكوفا                             | يوليا بيغيلزيمر جيسيكا ماليشكوفا         | إليتسا كوستوفا كريستينا بليسكوفا نستاسيا بورنيت ميكايلا أونتشوفا            |
| 28 نوفمبر | 2011 كأس الحيوية فندرينه، جمهورية التشيك ملعب صلب $25،000 فردي – زوجي                                          | ميكايلا أونتشوفا زوزانا لوكناروفا 7–5، 6–4               | إفيتا جيرلوفا لوسي كريجسمانوفا               | يوليا بيغيلزيمر جيسيكا ماليشكوفا         | إليتسا كوستوفا كريستينا بليسكوفا نستاسيا بورنيت ميكايلا أونتشوفا            |
| 28 نوفمبر | أنطاليا، تركيا ملعب ترابي $10،000 جدول المباريات الفردية – جدول المباريات الزوجية                              | كرمن إيلونا 7–6(8–6)، 6–7(4–7)، 6–1                      | كسينيا ميليفسكايا                            | فيكتوريا كوتوزوفا أناستازيا جريمالسكا    | نيكوليت فان أوترت ديانا بوزيان مارينا كاشار ناديا كولب                      |
| 28 نوفمبر | أنطاليا، تركيا ملعب ترابي $10،000 جدول المباريات الفردية – جدول المباريات الزوجية                              | ديانا بوزيان دانييل هارمزن 7–5، 6–2                      | إلينا-تيودورا كادار إيوانا لوريدانا روسكا    | فيكتوريا كوتوزوفا أناستازيا جريمالسكا    | نيكوليت فان أوترت ديانا بوزيان مارينا كاشار ناديا كولب                      |
| 28 نوفمبر | 2011 تحدي التنس الحبتور دبي، الإمارات العربية المتحدة ملعب صلب $75،000 فردي – زوجي                             | نوبون ليرتشيواكارن 7–5، 6–4                              | كريستينا ملادينوفيتش                         | سيمونا هاليب أرانتشا روس                 | أولجا جوفورتسوفا ريجينا كولكوفا أورزولا رادفانسكا أكجول أمانمورادوف         |
| 28 نوفمبر | 2011 تحدي التنس الحبتور دبي، الإمارات العربية المتحدة ملعب صلب $75،000 فردي – زوجي                             | نينا براتشيكوفا داريجا جوراكان 6–4، 3–6، [10–6]          | أكجول أمانمورادوف ألكسندرا دولغيرو           | سيمونا هاليب أرانتشا روس                 | أولجا جوفورتسوفا ريجينا كولكوفا أورزولا رادفانسكا أكجول أمانمورادوف         |
| 28 نوفمبر | 2011 دورة السيدات AAT في روساريو روساريو، سانتا في، الأرجنتين ملعب ترابي $25،000 فردي – زوجي                   | شانيل سيموندز 6–3، 6–4                                   | جوليا كوهين                                  | إينيس فيرير سواريز فلورنسيا مولينيرو     | ألريكك إيكري فيرونيكا سبيد رويج ماريا إيروغيين بيانكا بوتو                  |
| 28 نوفمبر | 2011 دورة السيدات AAT في روساريو روساريو، سانتا في، الأرجنتين ملعب ترابي $25،000 فردي – زوجي                   | ميلين أرويو ماريا إيروغيين 4–6، 6–1، [10–7]              | إينيس فيرير سواريز ريتشل هوجينكامب           | إينيس فيرير سواريز فلورنسيا مولينيرو     | ألريكك إيكري فيرونيكا سبيد رويج ماريا إيروغيين بيانكا بوتو                  |

## ديسمبر
| الأسبوع   | البطولة                                                                                                   | الفائزات                                            | الوصيفات                                | المتأهلات لنصف النهائي                | المتأهلات لربع النهائي                                               |
| --------- | --- | --------------------------------------------------- | --------------------------------------- | ------------------------------------- | -------------------------------------------------------------------- |
| 5 ديسمبر  | أنطاليا، تركيا ملعب ترابي $10،000 جدول المباريات الفردية – جدول المباريات الزوجية                         | فيكتوريا كوتوزوفا 3–6، 6–1، 6–1                     | باتريسيا ماريا تيغ                      | أناستاسيا فاسيليفا جويا باربييري      | جاسمينا تينجيتش كرمن إيلونا Laura-Ioana Andrei إيكاترين جورجودزي     |
| 5 ديسمبر  | أنطاليا، تركيا ملعب ترابي $10،000 جدول المباريات الفردية – جدول المباريات الزوجية                         | Hülya Esen Lütifiye Esen 6–0، 1–6، [10–7]           | Laura-Ioana Andrei Raluca Elena Platon  | أناستاسيا فاسيليفا جويا باربييري      | جاسمينا تينجيتش كرمن إيلونا Laura-Ioana Andrei إيكاترين جورجودزي     |
| 5 ديسمبر  | سولابور، الهند ملعب صلب $10،000 جدول المباريات الفردية – جدول المباريات الزوجية                           | آنا شكودون 6–3، 4–6، 6–0                            | دينيز خزانيق                            | ميليس سيزر تمارا تشروفيتش             | إشا لاكاني لو جياجينغ لي بي-تشي كيرا شروف                            |
| 5 ديسمبر  | سولابور، الهند ملعب صلب $10،000 جدول المباريات الفردية – جدول المباريات الزوجية                           | لو جيا شيانغ لو جياجينغ 6–0، 7–5                    | إشا لاكاني سري بيدي ريدي                | ميليس سيزر تمارا تشروفيتش             | إشا لاكاني لو جياجينغ لي بي-تشي كيرا شروف                            |
| 5 ديسمبر  | 2011 دورة اتحاد التنس الآسيوي للسيدات بوينس آيرس (2) بوينس آيرس، الأرجنتين ملعب ترابي $25٬000 فردي – زوجي | جوليا كوهين 7–5، 6–3                                | رومانا تاباك                            | تيريزا مردجا ألريكك إيكري             | إينيس فيرير سواريز روكسان فيسمبيرج تيليانا بيريرا ميلين أرويو        |
| 5 ديسمبر  | 2011 دورة اتحاد التنس الآسيوي للسيدات بوينس آيرس (2) بوينس آيرس، الأرجنتين ملعب ترابي $25٬000 فردي – زوجي | ميلين أرويو ماريا إيروغيين 6–1، 6–3                 | تيليانا بيريرا فيفيان سغنيني            | تيريزا مردجا ألريكك إيكري             | إينيس فيرير سواريز روكسان فيسمبيرج تيليانا بيريرا ميلين أرويو        |
| 5 ديسمبر  | كيتو، الإكوادور ملعب ترابي $10٬000 جدول المباريات الفردية – جدول المباريات الزوجية                        | زوزانا زلوخوفا 6–1، 6–7(4–7)، 6–2                   | إليزابيث فيريس                          | كارلا فورت لينكا بروشوفا              | إنغريد فارغاس كالفو نعومي توتكا دومينيكا غونزاليس باتريسيا كو فلوريس |
| 5 ديسمبر  | كيتو، الإكوادور ملعب ترابي $10٬000 جدول المباريات الفردية – جدول المباريات الزوجية                        | فيرونيكا كورنينغ نيكول روبنسون 6–3، 6–4             | ناديا عبد الله مارينا دانزيني           | كارلا فورت لينكا بروشوفا              | إنغريد فارغاس كالفو نعومي توتكا دومينيكا غونزاليس باتريسيا كو فلوريس |
| 12 ديسمبر | أنطاليا، تركيا ملعب ترابي 10٬000 دولار جدول المباريات الفردية – جدول المباريات الزوجية                    | داريا سالنيكوفا 6–3، 6–1                            | جاسمينا كاجتازوفيتش                     | كرمن إيلونا فيكتوريا كوتوزوفا         | أولغا دوروشينا لورا-إيونا أندري أناستاسيا فاسيليفا جويا باربييري     |
| 12 ديسمبر | أنطاليا، تركيا ملعب ترابي 10٬000 دولار جدول المباريات الفردية – جدول المباريات الزوجية                    | جويا باربييري جوليا باسيني 7–6(8–6)، 4–6، [10–5]    | باشاك إرايدن كرمن إيلونا                | كرمن إيلونا فيكتوريا كوتوزوفا         | أولغا دوروشينا لورا-إيونا أندري أناستاسيا فاسيليفا جويا باربييري     |
| 12 ديسمبر | بونه، الهند ملعب صلب 10٬000 دولار جدول المباريات الفردية – جدول المباريات الزوجية                         | لو جياجينغ 6–3، 6–2                                 | نيشا ليرتبيتاكسينتشاي                   | تمارا تشروفيتش بينجتارن بليبويتش      | ساتشي إيشيزو ريشيكا سانكارا كسينيا كيريلوفا إنجا بريسلان             |
| 12 ديسمبر | بونه، الهند ملعب صلب 10٬000 دولار جدول المباريات الفردية – جدول المباريات الزوجية                         | لو جيا شيانغ لو جياجينغ 6–7(6–8)، 6–1، [10–5]       | تمارا تشروفيتش آنا شكدون                | تمارا تشروفيتش بينجتارن بليبويتش      | ساتشي إيشيزو ريشيكا سانكارا كسينيا كيريلوفا إنجا بريسلان             |
| 12 ديسمبر | جيبوتي، جيبوتي ملعب صلب 10٬000 دولار جدول المباريات الفردية – جدول المباريات الزوجية                      | شيفيكا بورمان 7–5، 0–6، 6–3                         | مارجريتا لازاريفا                       | ألكسندرا رومانوفا بوجاشري فنكاتشا     | فرانتشيسكا سيلا نيدي تشيلمولا يانا سيزيكوفا جوبيكا كابور             |
| 12 ديسمبر | جيبوتي، جيبوتي ملعب صلب 10٬000 دولار جدول المباريات الفردية – جدول المباريات الزوجية                      | ألكسندرا رومانوفا بوجاشري فنكاتشا 6–1، 6–0          | ديانا إسايفا آنا مورجينا                | ألكسندرا رومانوفا بوجاشري فنكاتشا     | فرانتشيسكا سيلا نيدي تشيلمولا يانا سيزيكوفا جوبيكا كابور             |
| 12 ديسمبر | 2011 كأس بروفيدنسيا بي سي آي سانتياغو، تشيلي ملعب ترابي 25٬000 دولار فردي – زوجي                          | فيرونيكا سبيد رويج 6–0، 1–6، 6–3                    | ميلين أرويو                             | باولا كريستينا غونسالفيس رومانا تاباك | بيانكا بوتو إينيس فيرير سواريز ريتشل هوجينكامب ماريا إيروغيين        |
| 12 ديسمبر | 2011 كأس بروفيدنسيا بي سي آي سانتياغو، تشيلي ملعب ترابي 25٬000 دولار فردي – زوجي                          | إينيس فيرير سواريز ريتشل هوجينكامب 6–4، 3–6، [10–5] | ميلين أرويو ماريا إيروغيين              | باولا كريستينا غونسالفيس رومانا تاباك | بيانكا بوتو إينيس فيرير سواريز ريتشل هوجينكامب ماريا إيروغيين        |
| 19 ديسمبر | 2011 كأس أنقرة أنقرة، تركيا ملعب صلب $50،000 فردي – زوجي                                                  | كريستينا ملادينوفيتش 7–5، 5–7، 6–1                  | فاليريا سافينيخ                         | يلينا سفيتولينا كيكي بيرتينس          | أمرا ساديكوفيتش آن كريمر ميهايلا بوزارنيسكو كارولين غارسيا           |
| 19 ديسمبر | 2011 كأس أنقرة أنقرة، تركيا ملعب صلب $50،000 فردي – زوجي                                                  | نينا براتشيكوفا داريا يوراك 6–4، 6–2                | جانيت هوساروفا كاتالين ماروسي           | يلينا سفيتولينا كيكي بيرتينس          | أمرا ساديكوفيتش آن كريمر ميهايلا بوزارنيسكو كارولين غارسيا           |
| 19 ديسمبر | 2011 بطولة إن إي سي سي الدولية للسيدات بونه، الهند ملعب صلب $25،000 فردي – زوجي                           | سيلين كاتانيو 2–6، 7–5، 6–3                         | آنا شكودون                              | فاراتشايا وونجتينتشاي ميليس سيزر      | روتوجا بسالي نيشا ليرتبيتاكسينتشاي تادجا ماجريتش خوان تينغ فاي       |
| 19 ديسمبر | 2011 بطولة إن إي سي سي الدولية للسيدات بونه، الهند ملعب صلب $25،000 فردي – زوجي                           | لو جيا شيانغ لو جياجينغ 6–1، 6–3                    | فاراتشايا وونجتينتشاي فرنيا وونجتينتشاي | فاراتشايا وونجتينتشاي ميليس سيزر      | روتوجا بسالي نيشا ليرتبيتاكسينتشاي تادجا ماجريتش خوان تينغ فاي       |
| 19 ديسمبر | جيبوتي، جيبوتي ملعب صلب $10،000 جدول المباريات الفردية – جدول المباريات الزوجية                           | ألكسندرا رومانوفا 6–3، 6–4                          | آنا مورجينا                             | يانا سيزيكوفا مارجريتا لازاريفا       | ماريانا درازيتش شيفيكا بورمان بوجاشري فنكاتشا ديانا إيسيفا           |
| 19 ديسمبر | جيبوتي، جيبوتي ملعب صلب $10،000 جدول المباريات الفردية – جدول المباريات الزوجية                           | ألكسندرا رومانوفا بوجاشري فنكاتشا 7–5، 7–6(10–8)    | ديانا إيسيفا مارجريتا لازاريفا          | يانا سيزيكوفا مارجريتا لازاريفا       | ماريانا درازيتش شيفيكا بورمان بوجاشري فنكاتشا ديانا إيسيفا           |
| 26 ديسمبر | 2011 كأس سيبيريا تيومين، روسيا ملعب صلب 50٬000 دولار فردي – زوجي                                          | يوليا بوتنتسيفا 6–2، 6–4                            | يلينا سفيتولينا                         | أولغا سافتشوك بولينا بيخوفا           | داريا جافرلوفا فيرونيكا كابشاي ليودميلا كيتشينوك إيرينا بورياتشوك    |
| 26 ديسمبر | 2011 كأس سيبيريا تيومين، روسيا ملعب صلب 50٬000 دولار فردي – زوجي                                          | داريا كوستوفا أولغا سافتشوك 6–0، 6–2                | ناتيلا دزالاميدزه مارغريتا غاسباريان    | أولغا سافتشوك بولينا بيخوفا           | داريا جافرلوفا فيرونيكا كابشاي ليودميلا كيتشينوك إيرينا بورياتشوك    |

## الروابط الخارجية
- "10،600 لاعبة، 1135 حدثًا: جولة الاتحاد الدولي لكرة المضرب العالمية للسيدات لعام 2023 بالأرقام". الاتحاد الدولي لكرة المضرب. مؤرشف من الأصل في 2025-05-16. اطلع عليه بتاريخ 2024-01-02.
- "أجندة جولة الاتحاد الدولي لكرة المضرب العالمية للسيدات". الاتحاد الدولي لكرة المضرب. مؤرشف من الأصل في 2024-10-07. اطلع عليه بتاريخ 2024-01-02.
- الاتحاد الدولي لكرة المضرب